# Operazioni navali dell'invasione russa dell'Ucraina
Le operazioni navali dell'invasione russa dell'Ucraina rappresentano un capitolo secondario del più ampio conflitto tra Russia e Ucraina iniziato il 24 febbraio 2022, per quanto con importanti effetti sul piano strategico.
Le operazioni belliche lungo le coste dell'Ucraina iniziarono fin dai primi istanti dell'invasione militare lanciata dalla Russia. La Flotta del Mar Nero russa godeva di una schiacciante superiorità qualitativa e numerica sulla ben più piccola Marina militare ucraina, e raggiunse in breve tempo i suoi obiettivi iniziali: a est, le forze russe si assicurarono il controllo esclusivo dello specchio d'acqua del Mar d'Azov occupando i porti ucraini sulla sponda settentrionale e neutralizzando le forze navali ucraine qui dislocate; a ovest, i russi occuparono la piccola Isola dei Serpenti e stabilirono un blocco navale dei porti della costa occidentale dell'Ucraina, interrompendo gli scambi commerciali via mare del paese e tenendo bloccate forze nemiche tramite la minaccia di uno sbarco anfibio nella zona di Odessa. Privi di mezzi convenzionali con cui contrattaccare, gli ucraini reagirono in maniera asimmetrica creando lungo le loro coste occidentali una "bolla" di interdizione navale impiegando mine, missili antinave e aeromobili a pilotaggio remoto. La situazione mutò inaspettatamente nell'aprile 2022, dopo che gli ucraini riuscirono ad affondare la nave ammiraglia della Flotta del Mar Nero, l'incrociatore lanciamissili Moskva: le forze russe dovettero arretrare la loro linea di blocco a occidente, esponendo il loro presidio dell'Isola dei Serpenti agli attacchi ucraini; impossibilitati a rifornire la guarnigione senza subire insostenibili perdite di naviglio, i russi evacuarono l'isola alla fine di giugno, consentendo agli ucraini di riaprire le loro rotte commerciali.
Dalle fine di luglio 2022 l'azione si spostò più a est, nelle acque e nei cieli della Penisola di Crimea, occupata dai russi sin dal 2014. Usando una combinazione di attacchi di incursori anfibi, droni aerei, missili a lungo raggio e imbarcazioni a pilotaggio remoto, le forze ucraine iniziarono a mettere sotto pressione le basi nemiche in Crimea, al fine di ostacolare l'uso della penisola come centro logistico per alimentare le linee del fronte russe nel sud dell'Ucraina, respingere ulteriormente le navi della Flotta del Mar Nero lontano dalle coste ucraine e impedire loro di partecipare agli attacchi missilistici a lungo raggio intrapresi dalla Russia contro basi e infrastrutture critiche nell'interno dell'Ucraina. Una lunga serie di attacchi inflisse effettivamente gravi perdite alle navi della Flotta del Mar Nero, obbligando entro il settembre 2023 il naviglio russo a sgombrare la strategica base di Sebastopoli in Crimea e ripiegare più a oriente su ancoraggi lungo la costa meridionale della Russia.

## Forze in campo

### Russia

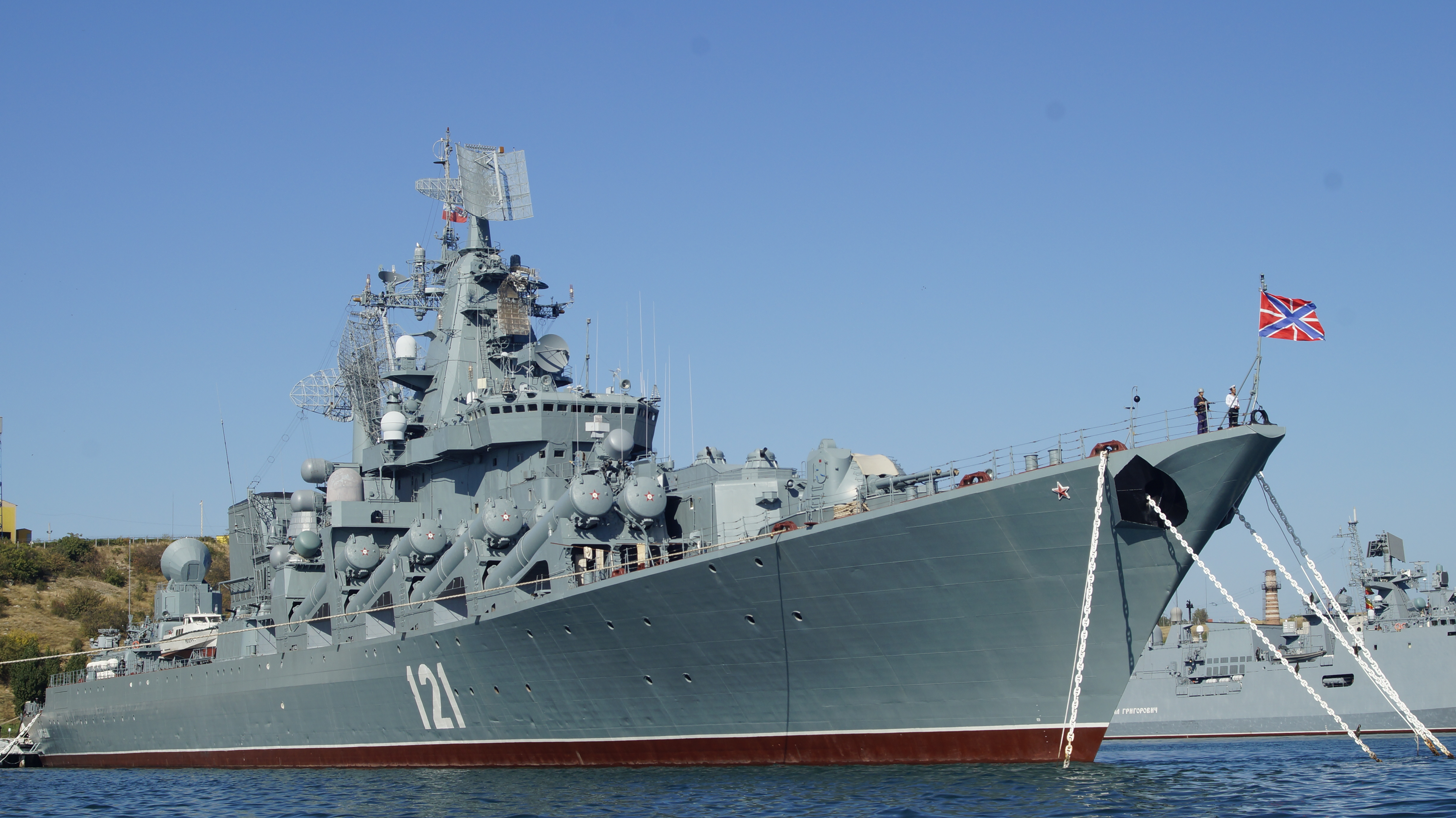
L'incrociatore lanciamissili Moskva, ammiraglia della Flotta del Mar Nero, in una foto del 2017

Al momento dell'inizio dell'invasione russa dell'Ucraina il 24 febbraio 2022, le forze navali russe schierate nel teatro bellico del Mar Nero godevano di una netta superiorità quantitativa e qualitativa sulle loro corrispettive ucraine. Il peso principale delle operazioni belliche contro l'Ucraina ricadde sulla Flotta del Mar Nero della Marina militare russa: al comando dell'ammiraglio Igor Vladimirovič Osipov, la Flotta si presentava nel febbraio 2022 come una forza preparata e bene addestrata, dotata anche di una certa esperienza bellica recente maturata durante le operazioni navali connesse all'intervento russo nella guerra civile siriana. Alle operazioni contro l'Ucraina non poterono invece partecipare le altre flotte della Marina russa, stante la decisione presa dal governo della Turchia il 27 febbraio di chiudere l'accesso agli stretti del Bosforo e dei Dardanelli a tutte le navi militari dei due belligeranti non già di base in porti del Mar Nero, in piena applicazione dei dettami della convenzione di Montreux del 1936; solo la Flottiglia del Caspio poteva dare un limitato supporto alle operazioni, tramite il lancio di missili a lunga gittata dalle sue unità lanciamissili o il trasferimento di imbarcazioni leggere tramite il canale Volga-Don. La Flotta del Mar Nero controllava anche un complesso di forze terrestri comprendente la 810ª Brigata fanteria di marina, equipaggiata anche di carri armati e veicoli trasporto truppe corazzati, e il 22º Corpo d'armata (con due brigate da difesa costiera, una brigata da ricognizione e un reggimento di artiglieria); la componente aerea della Flotta, parte dell'Aviazione navale russa, allineava un reggimento indipendente con uno squadrone di caccia multiruolo Sukhoi Su-30 e uno di bombardieri/ricognitori Sukhoi Su-24.
Nel campo del naviglio in uso, il conflitto colse la Flotta del Mar Nero nel bel mezzo di un processo di modernizzazione e rinnovamento, avviato da tempo ma rallentato prima dalle sanzioni occidentali inflitte dopo l'annessione della Crimea alla Russia nel 2014 e poi dalle complicazioni economiche conseguenti la pandemia di COVID-19 del 2020; conseguentemente, nel febbraio 2022 la Flotta schierava un complesso di unità in parte di recente costruzione e in parte risalenti all'epoca dell'Unione Sovietica, per quanto rimodernate e aggiornate in vario modo. Nave ammiraglia della flotta era l'incrociatore missilistico Moskva: varato nel 1979 come primo esemplare della classe Slava, si trattava di un'unità da 12000 tonnellate di dislocamento armata con batterie di missili antinave P-500 Bazal't e missili antiaerei S-300P; ammodernato con nuovi radar e sensori dopo il 2010, l'incrociatore era relativamente superato come unità da combattimento e frutto di un progetto ormai obsoleto, ma era ancora valido come unità di comando dei gruppi navali russi e per la difesa antiaerea a lungo raggio.

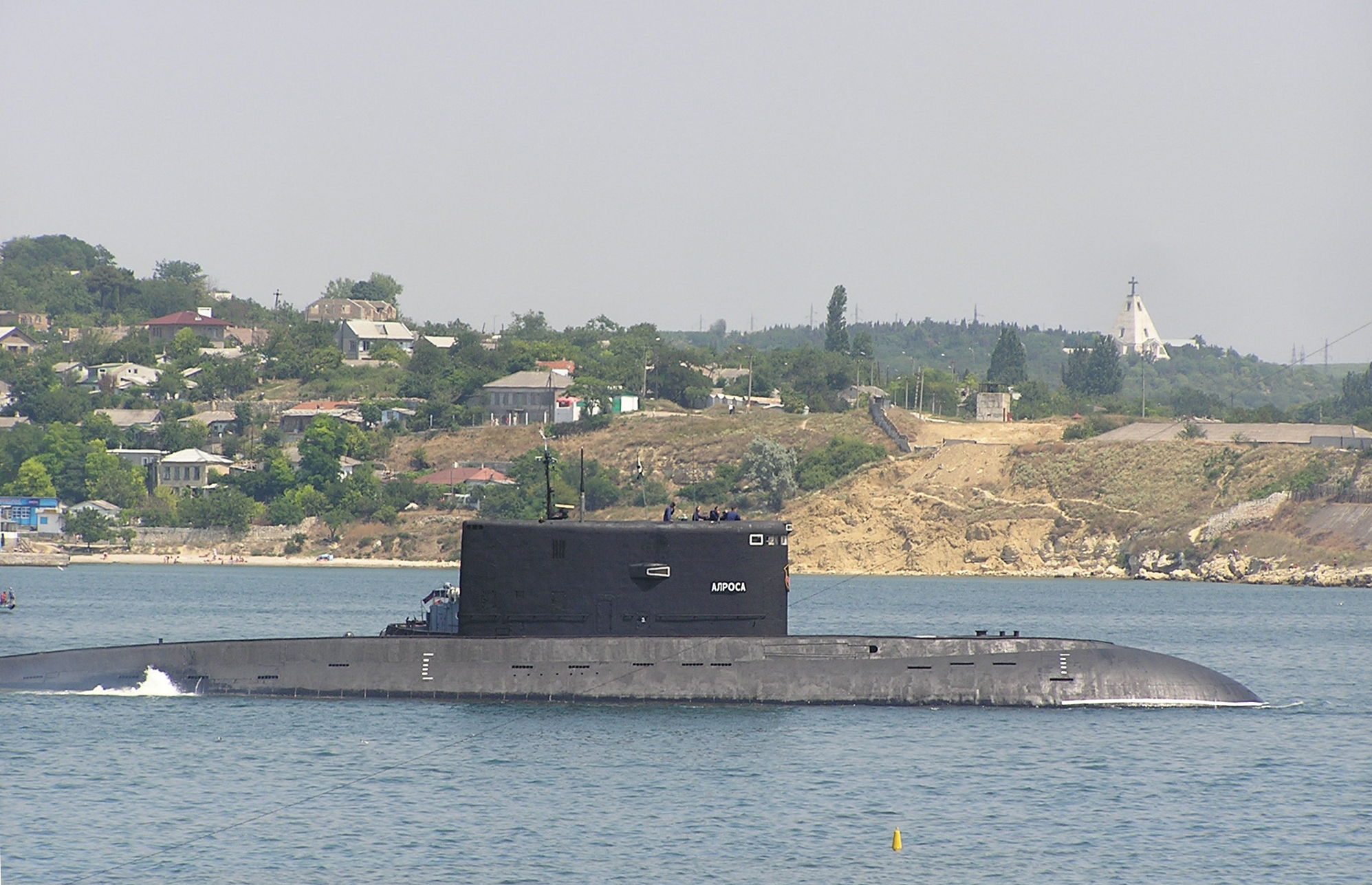
Un sottomarino classe Kilo russo in movimento nella rada di Sebastopoli nel 2006

Molto più moderne ed efficienti sotto il profilo militare erano le tre fregate multiruolo della classe Admiral Grigorovič consegnate tra il 2016 e il 2017: prime unità navali russe dotate di architettura tipo stealth per la riduzione della segnatura radar, erano unità da 3860 tonnellate di dislocamento dotate di un buon apparato di sensori e armate con una batteria missilistica comprendente sia ordigni antinave P-800 Oniks supersonici e antiaerei Buk migliorati, che missili da crociera Kalibr per l'impiego contro obiettivi a terra. Di moderna concezione erano anche le corvette lanciamissili classe Bujan, entrate in servizio a partire dal 2006 con quattro unità per la Flotta del Mar Nero e altre sei per la Flottiglia del Caspio: navi piccole, da 950 tonnellate di dislocamento, ma dotate di lanciatori per missili da crociera Kalibr che conferivano loro una notevole capacità offensiva. Le unità più moderne in assoluto risultavano infine i pattugliatori d'altura (o corvette) della classe Vasilij Bykov, con tre unità entrate in servizio tra il 2018 e il 2020 e altre tre in allestimento nei cantieri navali russi: unità da 1950 tonnellate e dall'avanzata architettura stealth, disponevano di un armamento modulabile a seconda delle circostanze, comprensivo della possibilità di imbarcare lanciatori per missili Kalibr. Al momento dello scoppio delle ostilità risultavano invece ancora in allestimento nei cantieri del Mar Nero le cinque corvette lanciamissili della classe Karakurt, una versione migliorata delle Bujan. Il resto della forza da combattimento di superficie della Flotta del Mar Nero era invece ancora basato su unità di progettazione sovietica, mantenute in linea in attesa dell'immissione in servizio delle navi di nuova costruzione: due fregate classe Krivak con più di 40 anni di servizio alle spalle, sei corvette antisommergibili classe Grisha e cinque corvette lanciamissili classe Tarantul tutte varate dopo il 1980, oltre a due corvette lanciamissili classe Bora (con scafo a effetto superficie, sperimentali e non molto riuscite) risalenti ai primi anni 1990. Per la difesa locale erano poi disponibili varie motovedette e imbarcazioni costiere, le più moderne delle quali erano le otto unità classe Grachonok da 140 tonnellate di dislocamento entrate in servizio a partire dal 2009.
La componente subacquea della Flotta del Mar Nero era stata completamente rinnovata tra il 2013 e il 2016, quando erano stati consegnati sei sottomarini di nuova costruzione della classe Kilo nella sua versione più avanzata (Progetto 636.3): battelli a propulsione convenzionale diesel-elettrica da 3100 tonnellate di dislocamento in immersione, dotati di elettronica più avanzata e maggiore insonorizzazione degli apparati rispetto alla versione di base, e capaci di lanciare missili Kalibr dai loro tubi lanciasiluri. Era poi in servizio anche un settimo Kilo della versione di base (Progetto 877), varato nel 1990 ma rientrato in servizio nel 2022 dopo lunghi lavori di aggiornamento comprensivi dell'imbarco dei missili Kalibr. La componente da guerra anfibia della Flotta del Mar Nero si basava, come unità di maggiori dimensioni, ancora su navi di epoca sovietica, segnatamente tre navi da sbarco tipo LST della classe Alligator vecchie di cinquant'anni e quattro navi d'assalto anfibio della classe Ropucha varate tra la metà degli anni 1970 e l'inizio degli anni 1990; altre cinque unità classe Ropucha e una moderna nave d'assalto anfibio della classe Ivan Gren, distaccate da altre flotte, si erano unite alla Flotta del Mar Nero nei giorni immediatamente precedenti lo scoppio delle ostilità, mentre per operazioni in acque costiere erano disponibili vari moderni mezzi da sbarco di piccole dimensioni delle classi Serna e Raptor. La componente per la guerra di mine si basava su tre moderni cacciamine della classe Alexandrit e una decina di anziani dragamine di epoca sovietica delle classi Sonya, Natya e Gorya, non tutti pienamente operativi.
Quartier generale, base principale e centro logistico primario della Flotta del Mar Nero era da sempre la città di Sebastopoli in Crimea: anche dopo la dissoluzione dell'Unione Sovietica la base era rimasta nella disponibilità della Russia in virtù di un contratto di affitto con l'Ucraina, ed era poi passata sotto il controllo esclusivo russo con l'annessione della Crimea nel 2014. Base secondaria era il porto di Novorossijsk sulla costa meridionale della Russia, mentre vari scali della Crimea erano utilizzati come approdi minori.

### Ucraina

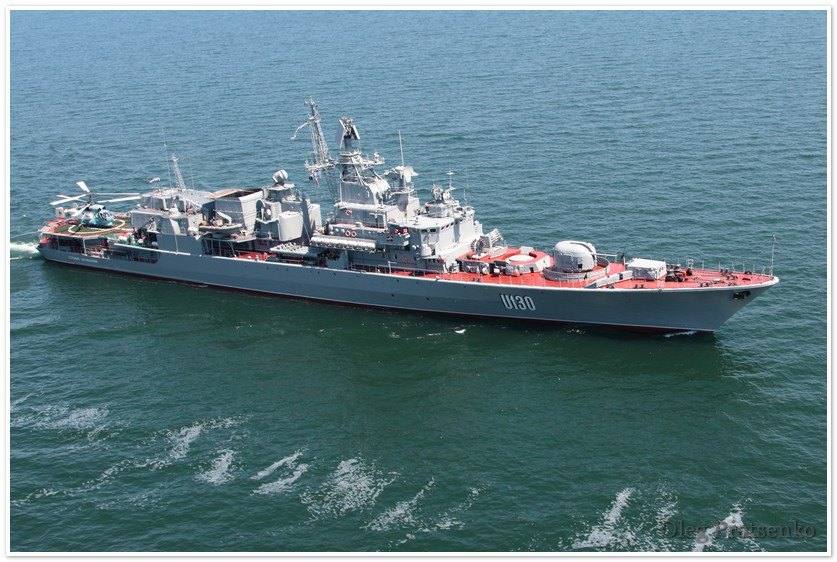
La fregata Get'man Sagajdačnij, nave ammiraglia della flotta ucraina, fotografata durante un'esercitazione nel 2016

Dopo la Russia, l'Ucraina fu lo Stato che ereditò la quota maggiore delle risorse navali militari della disciolta Unione Sovietica: dopo lunghi negoziati, nel 1997 un accordo tra i governi di Mosca e Kiev portò alla cessione a favore degli ucraini di una discreta quota di naviglio della Flotta del Mar Nero sovietica nonché delle unità ancora in costruzione presso l'importante polo cantieristica navale di Mykolaïv, oltre a prevedere una condivisione tra Russia e Ucraina della base navale di Sebastopoli e l'aiuto russo alla formazione della neonata Marina militare ucraina. Il naviglio ereditato dall'URSS si rivelò in effetti sovrabbondante rispetto alle reali esigenze dell'Ucraina indipendente e difficile da mantenere per le scarse risorse economiche destinate dal governo alla Marina: a cavallo tra gli anni 1990 e gli anni 2000 molte delle unità ancora in costruzione o in più precario stato di efficienza vennero radiate o cannibalizzate per recuperarne parti di ricambio, riducendo la consistenza della flotta a un piccolo nucleo di unità operative. Un vero programma di riarmo e ammodernamento navale ucraino venne avviato solo nel 2008, dopo il peggiorare dei rapporti diplomatici tra Ucraina e Russia dato dallo scoppio della seconda guerra in Ossezia del Sud; questo programma era appena ai primi passi quando, nel 2014, le forze russe occuparono la Crimea: a parte la perdita della base principale di Sebastopoli, gli ucraini si videro confiscare anche diverso naviglio militare, poi solo in minima parte restituito dai russi. L'occupazione della penisola creò inoltre una difficile situazione strategica per la Marina ucraina, con i porti della costa nord del Mar d'Azov tagliati fuori e isolati, a causa del controllo russo dello stretto di Kerč', dal grosso delle forze navali ucraine, riparate nella nuova base principale di Odessa. I programmi di nuove costruzioni navali e di acquisizione di navi all'estero vennero aumentati, ma erano ancora lontani dall'essere completati quando la guerra ebbe inizio nel febbraio 2022.
Al comando del contrammiraglio Oleksij Neižpapa, allo scoppio delle ostilità la Marina ucraina allineava solo una piccola forza da combattimento, dotata principalmente di unità per l'impiego costiero. Nave ammiraglia della flotta era la fregata antisommergibili Get'man Sagajdačnij, un'unità classe Krivak impostata nel 1990 e varata nel 1993, ultima rimasta di un gruppo di quattro unità della stessa classe in servizio con gli ucraini e poi radiate, più volte ammodernata nei sensori e negli apparati ma priva di armamento missilistico antinave; era ancora in organico, ma in disarmo e impiegata solo con compiti addestrativi, una corvetta antisommergibili classe Grisha del 1980, unica superstite di un originario gruppo di sei unità progressivamente radiate per obsolescenza o catturate dai russi, mentre altre unità d'altura erano ancora in costruzione e lontane dall'essere immesse in servizio. Più numerosa la linea dei pattugliatori, comprendente una ex motocannoniera missilistica della classe Matka del 1980 (privata degli originari lanciatori per missili antinave P-15, ormai obsoleti), un rimorchiatore ex-sovietico del 1974 convertito all'uso militare nel 2015, e quattro unità classe Island costruite tra il 1987 e il 1988 per la United States Coast Guard e cedute di seconda mano all'Ucraina tra il 2018 e il 2021. Per le operazioni in acque costiere e fluviali erano disponibili otto piccole cannoniere blindate della classe Gyurza-M, moderne unità completate tra il 2016 e il 2020 come prima parte di un lotto comprendente venti esemplari, oltre ad alcune motovedette. La Guardia costiera ucraina poteva contribuire alle operazioni con una flottiglia comprendente un pattugliatore d'altura (una ex corvetta classe Pauk del 1984), sei cannoniere/guardacoste e una quarantina di motovedette.
La componente da guerra anfibia della Marina ucraina era ridotta alla nave da sbarco Jurij Olefirenko, un'unità tipo LST della classe Polnocny varata nel 1971, e due navi d'assalto veloci classe Centaur, versione trasporto truppe delle cannoniere classe Gyurza-M e in allestimento nei cantieri ucraini nel 2022, oltre ad alcuni RHIB ceduti dagli Stati Uniti. La componente per la guerra di mine era ancora più ridotta, allineando solo un dragamine classe Yevgenya di epoca sovietica e una nave appoggio convertita in posamine.
Allo scoppio della guerra il Corpo della fanteria di marina ucraina allineava la 35ª e la 36ª Brigata fanteria di marina (equipaggiate anche con carri armati e veicoli trasporto truppe blindati) e la 406ª Brigata artiglieria, oltre ad alcuni reggimenti missilistici di difesa costiera. L'Aviazione navale ucraina era ridotta a una forza molto piccola, con due idrovolanti da ricognizione, quattro aerei da trasporto e una dozzina di elicotteri antisommergibili di epoca sovietica, ma nel 2021 aveva iniziato a ricevere un primo lotto di sei moderni aeromobili a pilotaggio remoto da ricognizione e attacco Baykar Bayraktar TB2 di produzione turca.

## Principali operazioni

### L'inizio delle ostilità

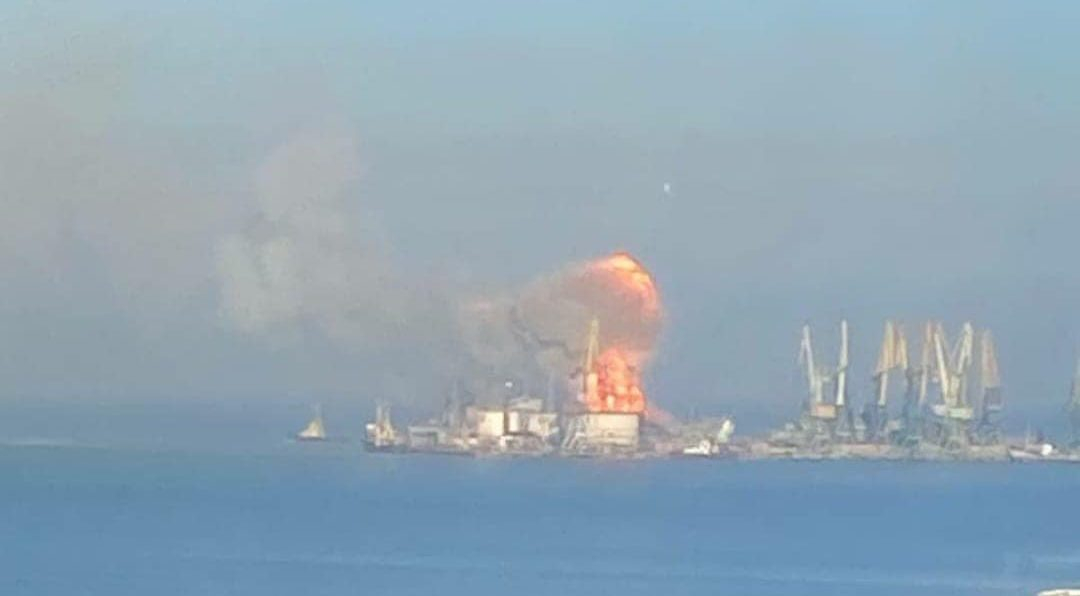
La palla di fuoco generata dall'esplosione della nave da sbarco Saratov, colpita da un missile ucraino il 24 marzo 2022 nel porto di Berdjans'k

Nelle prime settimane del conflitto, le operazioni navali della Flotta del Mar Nero russa si articolarono lungo due direttrici principali: a est, assicurarsi il pieno controllo dello specchio d'acqua del Mar d'Azov anche con il fine di mettere in sicurezza lo strategico Ponte di Crimea che garantiva i collegamenti logistici tra la Crimea e il resto della Russia; a ovest, imporre un sostanziale blocco navale al resto della costa ucraina al fine di interrompere i traffici commerciali della nazione, preparando (o anche solo minacciando) inoltre un possibile sbarco anfibio nella zona attorno a Odessa. In aggiunta, le navi russe dovevano condurre attacchi a lunga gittata contro obiettivi strategici in territorio ucraino tramite i missili da crociera Kalibr in dotazione, attività a cui parteciparono sporadicamente anche le corvette lanciamissili della Flottiglia del Caspio; già quello stesso 24 febbraio varie fregate, corvette e sottomarini della Flotta del Mar Nero bersagliarono basi dell'aviazione, siti dell'antiaerea e posti di comando ucraini con il lancio di circa 30 Kalibr, attività proseguita poi anche nelle settimane seguenti ai danni di altri bersagli militari, siti logistici e obiettivi industriali civili.
Le operazioni nel Mar d'Azov si conclusero abbastanza rapidamente con una facile vittoria per i russi, con le navi ucraine che non tentarono minimamente di sfidare la schiacciante sproporzione di forze che avevano davanti. Già il 27 febbraio 2022, tre giorni dopo l'apertura delle ostilità, le forze russe provenienti dalla Crimea occuparono l'importante porto di Berdjans'k, non è chiaro se con il concorso di una operazione anfibia su piccola scala condotta il giorno prima a occidente della città. La cattura di Berdjans'k comportò la caduta in mano russa di una larga fetta delle forze navali ucraine schierate nel Mar d'Azov: segnatamente, vennero catturati l'obsoleto pattugliatore Korets di epoca sovietica, le cannoniere classe Gyurza-M Akkerman e Vyshhorod (rimesse in servizio dai russi), sette motovedette della Guardia costiera, lo scafo in disarmo della corvetta Vinnytsia e una piccola unità idrografica.
L'occupazione del secondo più importante scalo del Mar d'Azov ancora in mano agli ucraini, Mariupol', sfociò invece in una sanguinosa battaglia urbana proseguito ininterrottamente dal 24 febbraio al 20 maggio, quando infine la città cadde in mano ai russi; la 36ª Brigata fanteria di marina ucraina, rinforzata dai soldati del reggimento Azov, contese tenacemente il possesso della città alle truppe russe attaccanti, che comprendevano anche i fanti di marina della 810ª Brigata fanteria di marina delle guardie "60º Anniversario dell'URSS" della Flotta del Mar Nero. Le operazioni attorno a Mariupol' comportarono altre perdite navali ucraine, con la cattura da parte dei russi di una terza cannoniera classe Gyurza-M (Kremenchuk) mentre una quarta unità dello stesso tipo (Lubny) venne affondata unitamente alla nave comando Donbas (un'ex nave officina di epoca sovietica). Le perdite navali riportate dai russi nella breve campagna furono ridotte, per quanto non insignificanti: missili sparati dalle forze ucraine asserragliate a Mariupol' danneggiarono il 25 febbraio due mercantili russi sorpresi dallo scoppio delle ostilità in navigazione al largo, mentre il 22 marzo fu un mezzo d'assalto classe Raptor a essere colpito da un missile anticarro sparato dai difensori della città. In un ultimo colpo di coda, il 24 marzo gli ucraini colpirono con un missile balistico tattico tipo OTR-21 Točka le forze navali russe intente a sbarcare rifornimenti nel porto di Berdjans'k: l'anziana nave da sbarco Saratov della classe Alligator venne colpita in pieno, esplose e affondò alla banchina del porto, mentre altre due unità da sbarco classe Ropucha (Caesar Kunikov e Novočerkassk) dovettero allontanarsi con incendi e vittime a bordo causati dalle schegge proiettate dall'esplosione.

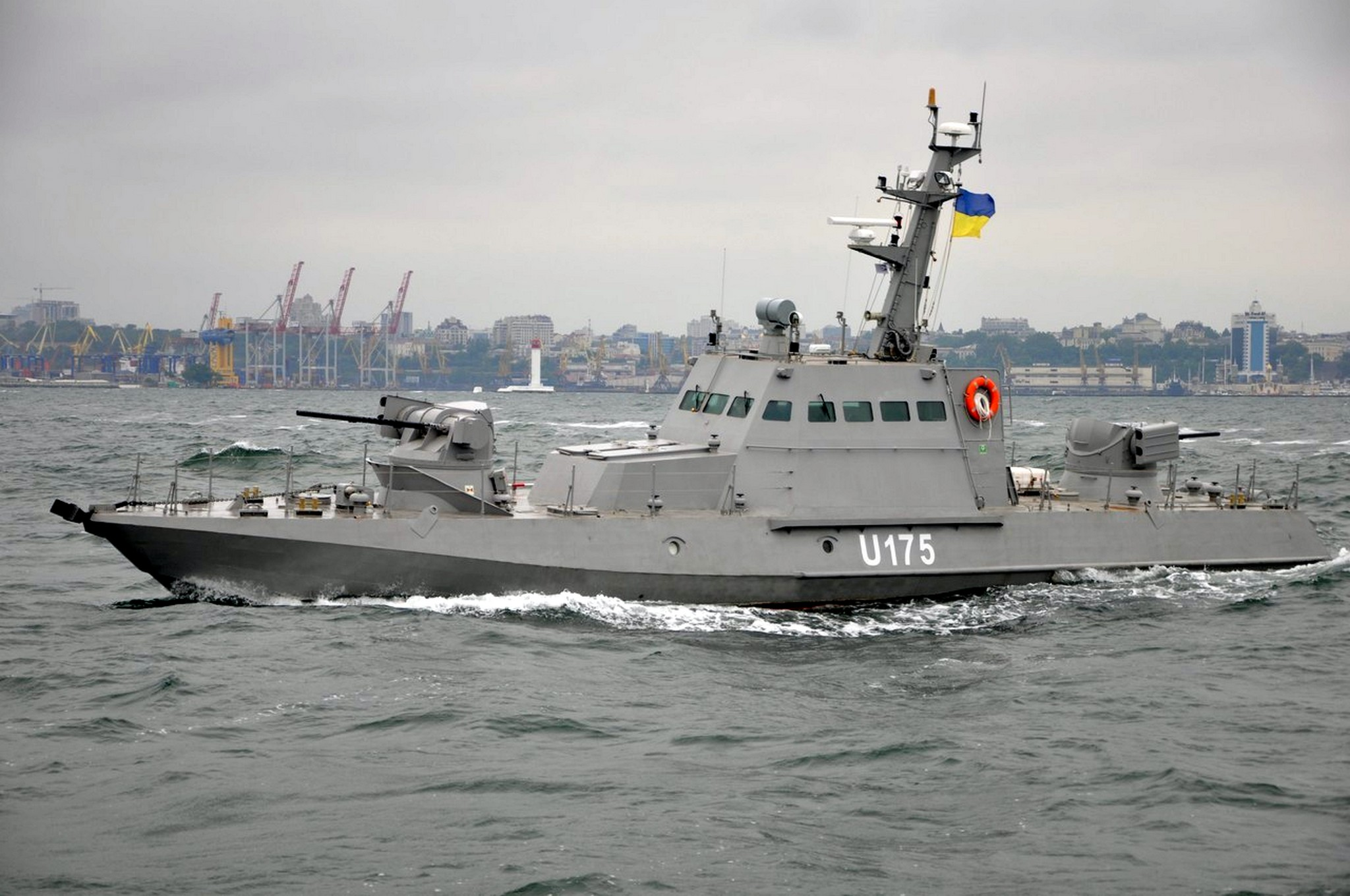
Una cannoniera classe Gyurza-M, tra le unità più moderne in servizio con le forze navali ucraine, in navigazione nel 2016

Le operazioni lungo le coste occidentali dell'Ucraina si aprirono il 24 febbraio con l'attacco alla piccola Isola dei Serpenti da parte di un gruppo navale russo comprendente l'incrociatore Moskva e il pattugliatore Vasilij Bykov: preceduti da un breve bombardamento del cannone da 130 mm dell'incrociatore e da attacchi aerei, i fanti di marina russi catturarono rapidamente l'isola facendo prigioniera la piccola guarnigione di 13 guardie di frontiera ucraine. Fonti russe affermarono poi di aver respinto un contrattacco ucraino affondando sei imbarcazioni, ma gli ucraini confermarono solo la cattura di un rimorchiatore diretto verso l'isola, rilasciato in seguito unitamente alle guardie di frontiera prese prigioniere. Nei giorni seguenti vari attacchi furono condotti contro navi mercantili nella zona di Odessa, portando ben presto a una sospensione dei traffici commerciali diretti verso gli scali ucraini: tra gli episodi più gravi, il 25 febbraio la chimichiera Millennial Spirit battente bandiera moldava venne incendiata e affondata dopo essere stata colpita da due missili russi, mentre il 2 marzo il cargo Helt battente bandiera panamense e di proprietà di una compagnia estone affondò dopo aver urtato una mina navale. Il 3 marzo, nelle acque a sud-ovest di Odessa, un caccia russo Sukhoi Su-34 colpì con un missile antinave Kh-31 il pattugliatore ucraino Sloviansk, un'ex unità statunitense della classe Island, affondandolo con gravi perdite umane tra il suo equipaggio; forse nella stessa azione andò perduto anche il dragamine ucraino Genichesk, colpito anch'esso da un missile aria-superficie russo. Quello stesso 3 marzo venne resa nota la fine della fregata Get'man Sagajdačnij, nave ammiraglia della flotta ucraina: sorpresa dall'inizio delle ostilità mentre era ferma in porto a Mykolaïv per un ciclo di lavori di manutenzione, la fregata venne autoaffondata dagli stessi ucraini (probabilmente il 27 o 28 febbraio) per prevenire una sua cattura da parte dei russi, che in quegli stessi giorni stavano lanciando un'offensiva (poi respinta dagli ucraini) per catturare la città.
Un gruppo navale russo, suddiviso in tre divisioni, incrociò per diverse settimane nelle acque comprese tra la costa occidentale della Crimea e la regione di Odessa, minacciando il lancio di uno sbarco anfibio lungo il litorale ucraino e distogliendo così truppe e risorse di Kiev dal fronte terrestre nel sud dell'Ucraina. La possibilità di un'azione anfibia sembrò farsi reale a metà marzo, con manovre molto aggressive condotte dalla Flotta del Mar Nero lungo le coste ucraine e il lancio di un gran numero di missili (circa 90) contro le difese nemiche nell'Ucraina meridionale, ma non si concretizzò mai e i movimenti navali russi calarono in intensità alla fine del mese; secondo vari analisti, sulla decisione di non tentare lo sbarco pesarono l'effetto psicologico dell'affondamento della nave da sbarco Saratov a Berdjans'k il 24 marzo e la constatazione della presenza di estesi campi di mine navali predisposti dagli ucraini a difesa delle proprie coste. La presenza dei campi minati, e il distacco dai loro ancoraggi di alcuni degli ordigni causato dalle mareggiate, portarono i russi a emettere il 18 marzo un bollettino di avviso ai naviganti in cui segnalavano la presenza di mine alla deriva nel Mar Nero, accusando per questo gli ucraini di aver violato le disposizioni in merito previste dalla convenzione dell'Aia del 1907. Ordigni alla deriva (vecchie mine a contatto di epoca sovietica, presenti negli arsenali di entrambi i belligeranti) furono effettivamente individuate e neutralizzate dalle unità cacciamine e dragamine di Turchia, Romania e Bulgaria nelle settimane successive, ed episodi simili continuarono sporadicamente a verificarsi anche nei mesi a venire per un totale, a febbraio 2023, di circa 40 mine neutralizzate; il dragamine Dimitrie Nicolescu della Marina militare romena rimase leggermente danneggiato, l'8 settembre 2022, dallo scoppio di una mina alla deriva, come pure altri cinque mercantili in navigazione nelle acque della Romania o nella zona della foce del Danubio.

### La battaglia per l'Isola dei Serpenti

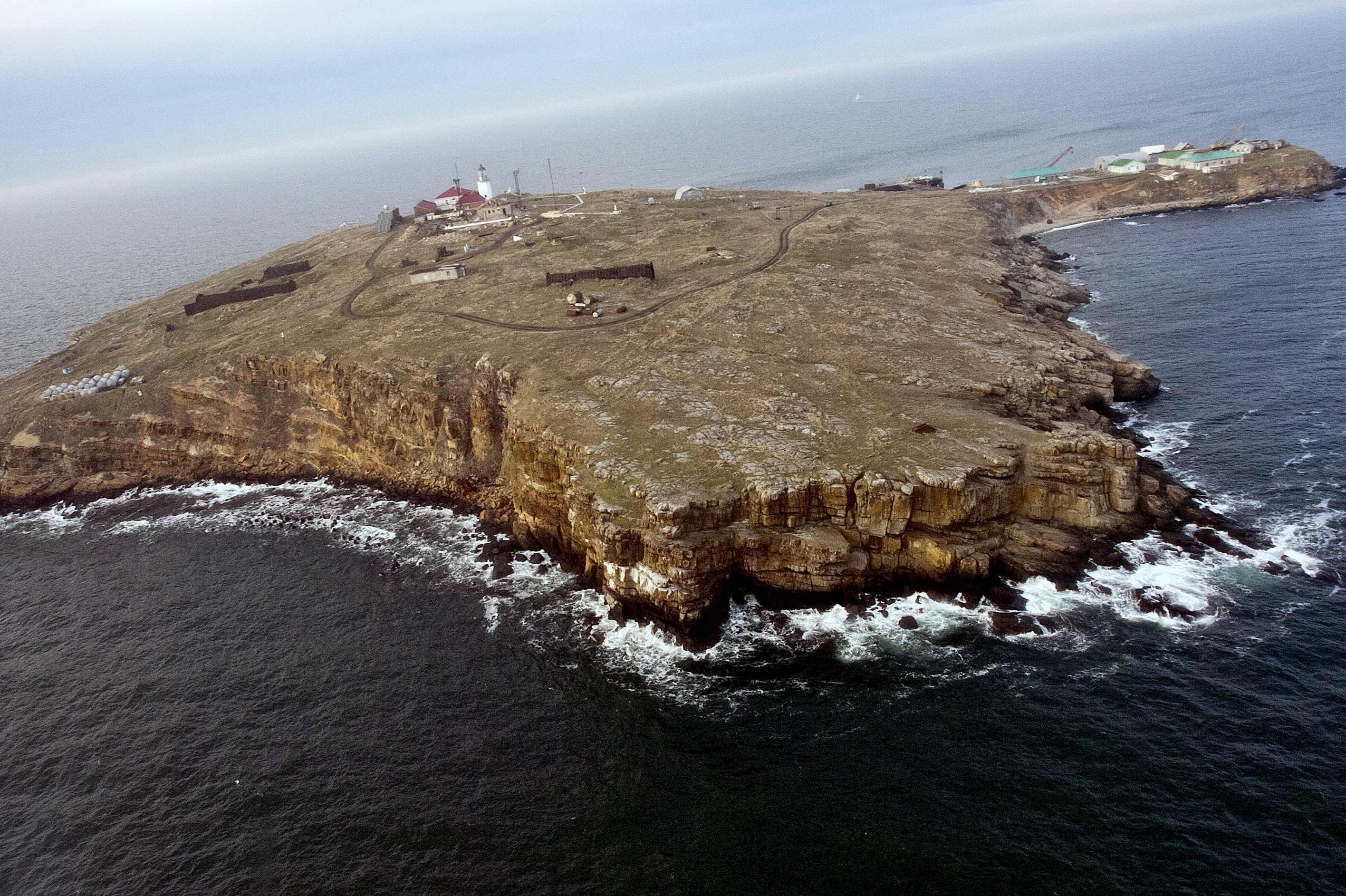
Veduta aerea prebellica della piccola e rocciosa Isola dei Serpenti al largo delle coste occidentali dell'Ucraina

La decisione russa di non tentare un'operazione di assalto anfibio lungo le coste occidentali dell'Ucraina fu dovuta anche alla constatazione che gli ucraini avevano rafforzato le loro difese costiere, affiancando a cannoni e lanciarazzi anche batterie di moderni missili antinave R-360 Neptun, di produzione nazionale e da poco immessi in servizio, assistiti per la direzione di tiro da velivoli senza pilota. Si verificarono attacchi a distanza contro le navi russe intente a bloccare la costa davanti a Odessa, anche se inizialmente gli ucraini rivendicarono successi in realtà mai verificatisi: il 7 marzo le forze ucraine affermarono di aver gravemente danneggiato se non affondato con un lancio di razzi il pattugliatore russo Vasilij Bykov, mentre il 3 aprile rivendicarono un centro con un missile antinave sulla fregata russa Admiral Essen; in entrambi i casi, tuttavia, gli attacchi non trovarono alcuna conferma indipendente. Il 12 aprile fu invece la fregata Admiral Essen a rivendicare l'abbattimento con un missile antiaereo Buk di un velivolo senza pilota Bayraktar TB2 ucraino, in volo di ricognizione al largo della costa occidentale della Crimea.
La situazione mutò inaspettatamente il 14 aprile, quando venne diffusa la notizia che l'incrociatore russo Moskva, nave ammiraglia della Flotta del Mar Nero, era affondato nelle acque a occidente della Crimea. Per quanto le autorità russe affermassero che l'incrociatore era caduto vittima di un incendio accidentale ed era poi naufragato nel mare in burrasca mentre veniva trainato verso Sebastopoli, divenne ben presto chiaro che l'ammiraglia russa era stata affondata in un attacco delle difese costiere ucraine: nelle ultime ore del 13 aprile l'incrociatore era stato raggiunto da uno o due missili Neptun sparati dalle batterie ucraine, ed era poi affondato nelle prime ore del 14 aprile mentre i rimorchiatori cercavano di trainarlo in salvo. L'affondamento del Moskva fu un successo psicologico e propagandistico per l'Ucraina ma ebbe anche importanti effetti militari, privando le forze russe di un pilastro per la loro difesa aerea a lungo raggio e obbligando la Flotta del Mar Nero ad arretrare la sua linea di blocco navale fuori dalla portata degli ordigni ucraini. L'azione provò l'efficacia delle difese costiere ucraine e la loro capacità di contrastare le superiori forze russe pur non disponendo di assetti navali di rilievo; questo spinse gli Stati occidentali sostenitori dell'Ucraina a includere nei loro pacchetti di aiuti militari anche moderni armamenti per la lotta antinave: in particolare, Regno Unito, Danimarca e Paesi Bassi fornirono batterie di lanciatori costieri per missili antinave AGM-84 Harpoon di produzione statunitense, mentre la Svezia fornì missili antinave leggeri Robot 17. Unitamente a un flusso continuo di informazioni passato a Kiev dai velivoli da ricognizione, con e senza pilota, della NATO in volo sulle acque internazionali del Mar Nero, questo consentì agli ucraini di creare una "bolla" di interdizione navale nelle acque occidentali del bacino.

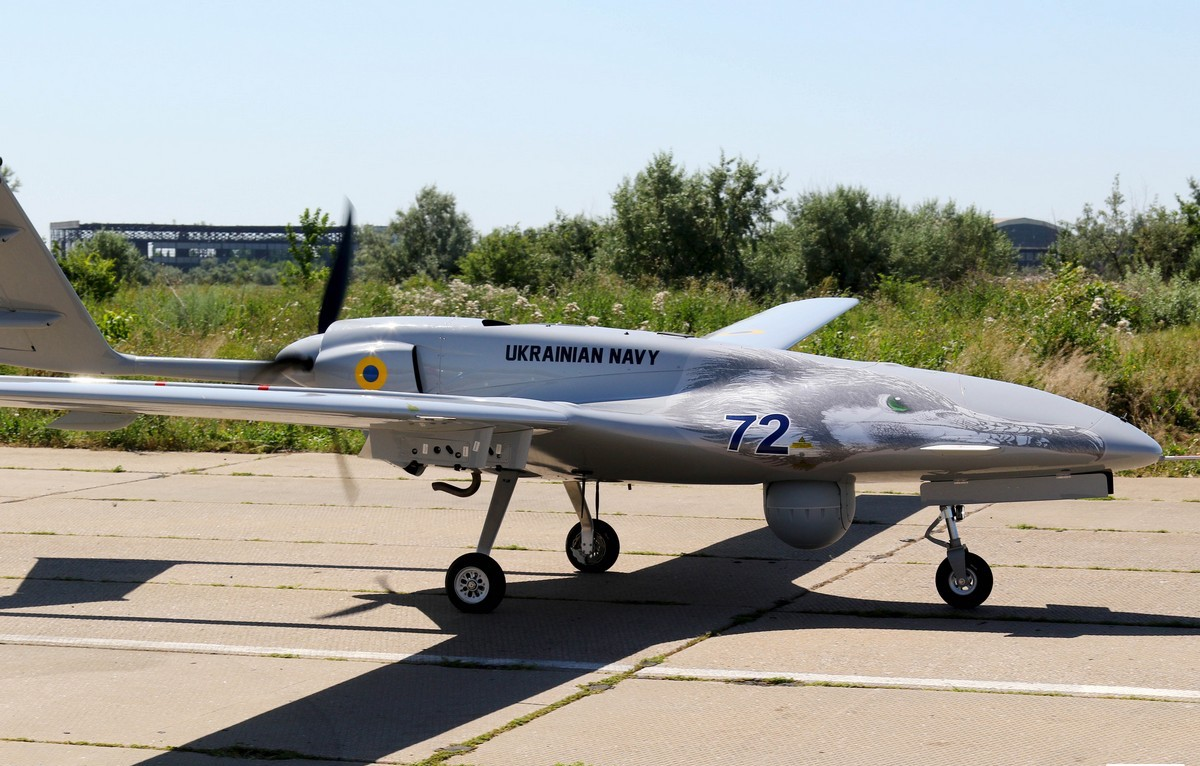
Un aeromobile senza pilota Bayraktar TB2 con la livrea dell'Aviazione navale ucraina nel 2021

La perdita del Moskva espose agli attacchi ucraini la guarnigione russa dell'Isola dei Serpenti e le forze navali che la rifornivano, subito oggetto di una serie di attacchi ucraini dall'aria. Protagonisti di questi attacchi furono i droni Bayraktar TB2 equipaggiati con missili a guida laser: il 30 aprile i TB2 portarono a termine un attacco contro le difese antiaeree allestite dai russi sull'isola, mentre tra il 2 e l'8 maggio i droni ucraini colarono a picco in attacchi con missili quattro mezzi d'assalto anfibio classe Raptor e un mezzo da sbarco classe Serna che tentavano di recapitare rifornimenti alla guarnigione; l'8 maggio un TB2 distrusse un elicottero russo Mil Mi-8 in volo sopra l'isola, facendo segnare il primo abbattimento della storia a opera di un drone di un aeromobile in aria. Da parte loro, il 7 maggio i russi rivendicarono di aver respinto un tentativo di sbarco ucraino sull'isola distruggendo diversi elicotteri, aerei e vascelli; venne in seguito confermato l'affondamento della nave da sbarco veloce Stanislav della classe Centaur e la perdita di almeno due droni TB2 ucraini in scontri attorno all'isola.
La pressione sulla guarnigione russa dell'isola venne mantenuta alta per tutto il mese di maggio e giugno 2022, con frequenti attacchi aerei e cannoneggiamenti con artiglieria a lunga gittata dalla costa dell'Ucraina. Il 12 maggio gli ucraini rivendicarono un centro con un missile Neptun sulla nave logistica russa Vsevolod Bobrov intenta a rifornire l'isola, anche se analisi successive non rilevarono danni visibili sull'unità rientrata nel frattempo a Sebastopoli; fu invece confermato l'affondamento, il 17 giugno, del rimorchiatore d'altura russo Spasatel Vasily Bekh, colpito da due missili Harpoon mentre tentava di recapitare truppe e sistemi antiaerei sull'isola. Fu attribuito a un probabile attacco ucraino nelle acque davanti Odessa anche il danneggiamento della corvetta russa Velikiy Ustyug della classe Buyan, ritratta a metà giugno in alcune foto mentre veniva trainata lungo il Volga con vari danni allo scafo. La difficoltà a rifornire la guarnigione convinse infine le truppe russe a evacuare completamente l'Isola dei Serpenti il 30 giugno; rimasta per qualche giorno abbandonata, l'isola fu infine ufficialmente rioccupata dagli ucraini il 4 luglio, consegnando a Kiev un'altra importante vittoria propagandistica.
La perdita dell'Isola dei Serpenti, importante punto di controllo delle rotte navali colleganti i porti ucraini e gli stretti turchi, costrinse i russi ad arretrare ulteriormente la loro linea di blocco navale, allentandolo significativamente; questo favorì in qualche modo lo svolgimento dei negoziati, da mesi in corso con la mediazione del governo turco e del Segretario generale delle Nazioni Unite, volti a far riprendere le esportazioni di grano e prodotti agricoli ucraini, di vitale importanza per l'approvvigionamento mondiale e la stabilizzazione dei prezzi dei beni alimentari. Le trattative sfociarono infine nella stipula, il 22 luglio, di un accordo quadripartito tra Russia, Ucraina, Turchia e Nazioni Unite (noto come "Iniziativa per i cereali del Mar Nero" o Black Sea Grain Initiative): in base a esso, l'Ucraina poteva riprendere le esportazioni di prodotti alimentari dai suoi porti occidentali lungo un corridoio marittimo concordato e sorvegliato, sminato e contornato da una zona demilitarizzata in cui era vietato far entrare navi e velivoli militari; i mercantili salpati dai porti ucraini o diretti verso di essi dovevano fermarsi a Istanbul per essere ispezionati da un centro di coordinamento congiunto composto da funzionari dei quattro firmatari, al fine di verificare che non trasportassero a bordo materiali vietati dall'accordo; la durata dell'accordo era di 120 giorni, ma con la possibilità di un suo tacito rinnovo. Nonostante il 23 luglio, pochi ore dopo la firma del trattato, i russi avessero lanciato un attacco missilistico contro il porto di Odessa, l'accordo entrò effettivamente in vigore e il 1º agosto il primo mercantile carico di alimenti lasciò l'Ucraina; nei giorni seguenti l'accordo venne rispettato dalle parti e consentì una netta ripresa delle esportazioni alimentari dall'Ucraina, con immediati effetti sul prezzo degli alimenti nei mercati mondiali.

### La guerra dei droni

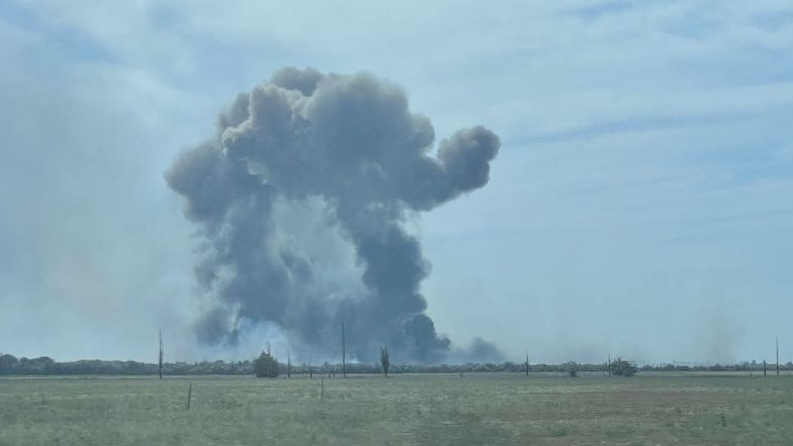
Una colonna di fumo si alza dalla base aerea russa di Saki in Crimea, colpita da un attacco ucraino il 9 agosto 2022

Scongiurata la minaccia di uno sbarco anfibio sulle sue coste occidentali e riaperte le rotte marittime vitali per le sue esportazioni, l'Ucraina decise di mantenere alta la pressione sui russi lanciando una campagna di attacchi contro le loro basi in Crimea, al fine di allontanare ancora di più la minaccia navale nemica alle sue coste e di colpire il sistema logistico che sosteneva le truppe russe schierate nel sud del paese; prive di forze navali significative (gli aiuti occidentali in campo navale si limitarono alla cessione di piccole imbarcazioni trasferibili per via aerea o terrestre, quali motovedette e mezzi fluviali), gli ucraini misero in atto una campagna di attacchi asimmetrici comprendente incursioni di forze speciali e partigiani, lanci di missili a lunga gittata e, in maniera significativa, azioni di mezzi a pilotaggio remoto.
Il 20 giugno missili antinave ucraini (Harpoon o Neptun) colpirono una piattaforma russa per l'estrazione offshore di gas naturale, causando un incendio proseguito per sette mesi. Un'altra azione ucraina, più simbolica che materiale, avvenne il 31 luglio, quando un piccolo drone con a bordo un dispositivo esplosivo venne fatto schiantare contro il quartier generale della Flotta del Mar Nero a Sebastopoli, senza causare troppi danni: un obiettivo simbolico colpito in una data simbolica, visto che in quel giorno ricorreva la celebrazione nazionale della "giornata della Marina" russa. Ben più significativo sotto il profilo militare fu l'attacco, il 9 agosto seguente, alla base aerea di Saki a nord di Sebastopoli, finita devastata da una serie di esplosioni che lasciarono distrutti al suolo o gravemente danneggiati tra otto e dieci aerei ed elicotteri dell'Aviazione navale russa; incerto il vettore d'attacco usato dagli ucraini, con varie fonti che indicarono l'impiego di missili balistici tattici Grim-2 di nuova produzione, missili da crociera antinave Neptun, munizioni circuitanti o droni kamikaze come quello impiegato nell'attacco del 31 luglio. Tra il 16 e il 17 agosto invece varie esplosioni, probabilmente causate da atti di sabotaggio di partigiani ucraini, causarono la distruzione di un deposito di munizioni russo nel Distretto di Džankoj nel nord-est della Crimea. Il clamore suscitato da queste azioni e l'accumularsi di insuccessi nel teatro bellico marittimo portarono la dirigenza russa ad annunciare, il 17 agosto, la sostituzione alla guida della Flotta del Mar Nero dell'ammiraglio Osipov con il parigrado Viktor Nikolaevič Sokolov.

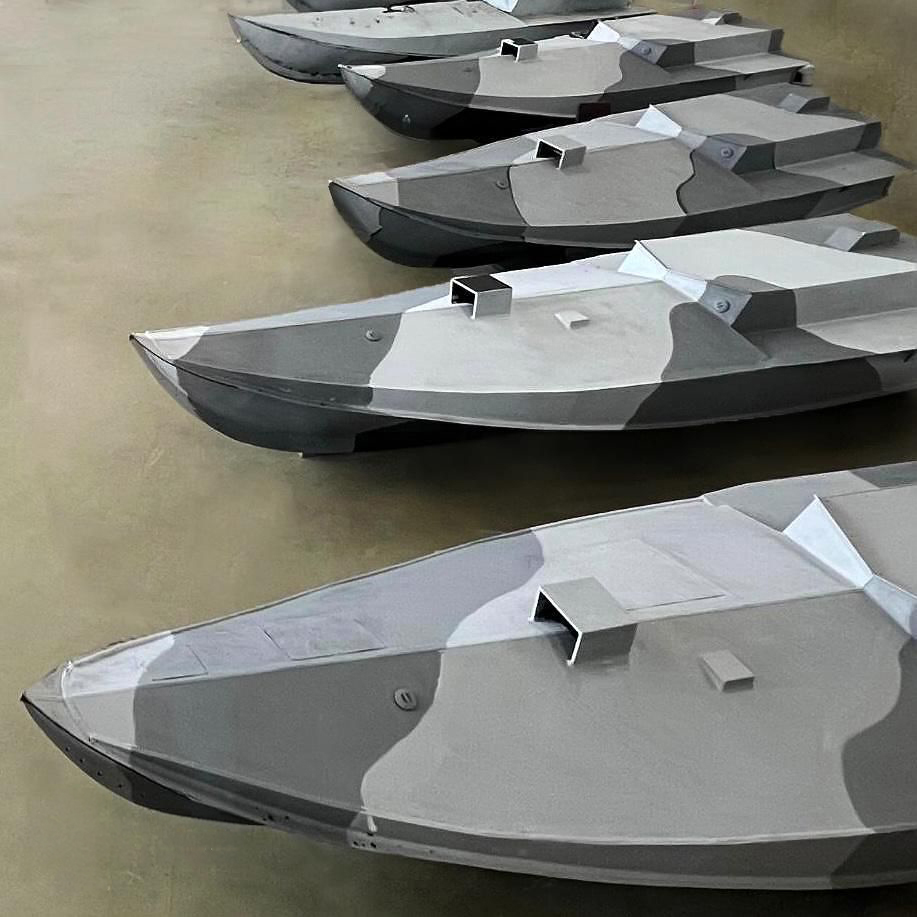
Droni navali ucraini in una foto del 2023

Nuovi attacchi con aeromobili senza pilota colpirono Sebastopoli tra il 21 e il 23 agosto, venendo però sventati dalla contraerea russa. Una prima grave avvisaglia di quanto sarebbe accaduto in seguito si verificò invece il 21 settembre, quando per la prima volta le forze russe individuarono spiaggiato sulla costa vicino Sebastopoli un'imbarcazione a pilotaggio remoto ucraina: un piccolo vascello a forma di kayak dotato di sensori e videocamera per il comando a distanza, un potente motore e la possibilità di installare una testata esplosiva con detonatore a contatto; un modello mai visto prima e probabilmente ancora sperimentale. Proprio all'esplosione di un drone navale o subacqueo fu inizialmente attribuito il riuscito attacco ucraino dell'8 ottobre contro il ponte di Crimea sullo stretto di Kerč', anche se in seguito la causa venne attribuita a una bomba collocata di nascosto su un camion che percorreva la struttura; l'attacco causò gravi danni e lasciò per mesi il viadotto parzialmente inagibile. Le avvisaglie si concretizzarono infine nelle prime ore del 29 ottobre, quando una combinazione di aeromobili senza pilota e droni navali ucraini attaccò le navi da guerra russe ancorate a Sebastopoli: le informazioni sull'azione non sono chiare, con i russi che rivendicarono la distruzione dell'intera forza d'attacco ammontante a nove droni aerei e sette navali, mentre analisti indipendenti ritennero che degli otto droni navali impiegati (modelli del tutto analoghi a quello scoperto il 21 settembre) almeno sei andarono a segno sulle banchine o sulle navi in porto. I russi ammisero ufficialmente solo il danneggiamento nell'attacco del dragamine Ivan Golubets della classe Natya, per quanto analisi di video e foto dell'azione diffusi successivamente suggerirono un possibile centro di un drone sulla moderna fregata Admiral Makarov (nuova nave ammiraglia della Flotta del Mar Nero), comunque con solo danni leggeri riportati allo scafo.
Al di là dei danni minimi inflitti, l'attacco del 29 ottobre colpì profondamente analisti e strateghi, i quali videro nei piccoli droni navali esplosivi una minaccia del tutto nuova e inattesa che avrebbe condizionato l'andamento delle operazioni navali nei mesi a venire; l'attacco convinse poi i russi a potenziare le difese di Sebastopoli, spostando i posti di ormeggio delle navi più all'interno della baia, dislocando elicotteri e imbarcazioni di pattuglia all'imboccatura del porto e stendendo sbarramenti di superficie per limitare i movimenti in entrata. Come rappresaglia per l'attacco subito la Russia sospese la sua partecipazione alla Black Sea Grain Initiative, sostenendo, in un'accusa poi smentita dalle Nazioni Unite, che l'attacco era partito da una nave civile in navigazione nel corridoio sicuro concordato; il governo russo tornò poi sui suoi passi il successivo 2 novembre, ripristinando l'accordo precedente dopo negoziati con le autorità turche
L'efficacia degli attacchi con droni degli ucraini spinse la Flotta del Mar Nero a ritirare, già a partire dalla fine di settembre 2022, buona parte del suo naviglio militare dalla centrale base di Sebastopoli e a disperderlo presso altri ancoraggi secondari e più lontani dalle coste occidentali dell'Ucraina, in particolare la base secondaria di Novorossijsk nella Russia meridionale e altri scali minori sulla costa della Crimea; lo spostamento segnò un sensibile calo delle operazioni offensive condotte dai russi sul mare per tutta l'ultima parte del 2022, frutto di un atteggiamento più prudente nell'impiego delle risorse navali militari e un loro allontanamento dal principale teatro bellico, quando non del passaggio a una più passiva strategia di "flotta in potenza". Il decentramento del naviglio non fu comunque sufficiente a renderlo immune dalle offese avversarie, visto che gli ucraini rivelarono ben presto una inattesa capacità di attacco in profondità su mare: il 18 novembre, infatti, un drone navale ucraino colpì e danneggiò un terminal petrolifero nel porto di Novorossijsk, ritenuto dai russi una base sicura. L'impiego dei droni nelle operazioni navali non fu comunque un'esclusiva dei soli ucraini: video pubblicati il 4 novembre rivelarono il danneggiamento di una cannoniera ucraina classe Gyurza-M, probabilmente in navigazione lungo il corso del fiume Dnepr nei pressi di Nikopol', da parte di una munizione circuitante russa tipo ZALA Lancet.

### Guerra di logoramento
Gli ultimi mesi del 2022 segnarono una quasi generale stasi delle operazioni navali nel teatro di guerra del Mar Nero, ridotte in pratica ad alcune operazioni su piccola scala e incursioni con naviglio leggero e RHIB nel settore della foce del Dnepr, in particolare dopo la liberazione della città di Cherson dall'occupazione russa l'11 novembre. Dopo alcune manovre di esercitazione tra dicembre 2022 e gennaio 2023, la Flotta del Mar Nero tornò massicciamente in mare solo 10 febbraio 2023, quando le navi della flotta e i loro missili Kalibr (tra le relative poche armi per attacchi di precisione a disposizione nell'arsenale russo) si unirono per la prima volta alla campagna di attacchi missilistici a lungo raggio contro le città, gli impianti per la produzione di energia elettrica e infrastrutture ucraine, da tempo in atto esclusivamente da parte delle forze aeree russe; in questa circostanza, in particolare, due Kalibr probabilmente lanciati dalla fregata Admiral Essen violarono brevemente lo spazio aereo di Moldavia e Romania prima di colpire i loro obiettivi nella regione di Leopoli, provocando proteste diplomatiche da parte dei due governi. Contemporaneamente, aerei russi compirono una sortita di bombardamento contro le postazioni ucraine sull'Isola dei Serpenti. Un altro grave incidente internazionale si verificò il 15 marzo, quando un caccia russo Sukhoi Su-27 entrò volutamente in collisione con un drone da ricognizione statunitense General Atomics MQ-9 Reaper in volo sulle acque internazionali a 60 chilometri da Sebastopoli, facendolo precipitare e schiantare in mare; l'incidente portò a proteste diplomatiche da parte del governo statunitense.
Attacchi reciproci continuarono per tutto il 2023, in una sorta di guerra di logoramento. Il 28 febbraio due droni kamikaze ucraini colpirono e incendiarono un deposito petrolifero a Tuapse lungo la costa meridionale della Russia; il 20 marzo le autorità ucraine rivendicarono un riuscito attacco con droni a un trasporto ferroviario carico di missili Kalibr per la Flotta del Mar Nero nei pressi di Džankoj in Crimea, con le autorità russe che accusarono invece gli ucraini di aver preso di mira obiettivi civili. Il 22 marzo le autorità russe rivendicarono di aver respinto un attacco con droni navali al porto di Sebastopoli, con un natante ucraino fermato dalle ostruzioni difensive e altri due distrutti da navi di pattuglia; ebbero invece successo attacchi con droni ucraini il 29 aprile a un deposito di carburante della Flotta del Mar Nero a Sebastopoli, finito incendiato, e il 4 maggio a una raffineria di Il'skij nei pressi di Novorossijsk. Sul mare, il 24 maggio due droni navali ucraini attaccarono a circa 140 chilometri a nord-est dell'entrata del Bosforo la Ivan Hurs, una nave spia russa della classe Jurij Ivanov in navigazione per sorvegliare le condotte sottomarine dei gasdotti TurkStream e Blue Stream; l'attacco venne respinto dai russi senza danni a bordo per l'unità, anche perché uno dei droni non esplose pur essendo arrivato a contatti dello scafo, probabilmente a causa di un malfunzionamento della spoletta. Da parte loro, il 31 maggio le autorità russe rivendicarono la distruzione in un attacco missilistico, avvenuto due giorni prima nel porto di Odessa, della nave da sbarco ucraina Jurij Olefirenko, l'unità di maggior tonnellaggio ancora in servizio con la Marina di Kiev e propagandisticamente ribattezzata "ultima nave da guerra dell'Ucraina". L'11 giugno invece la nave spia russa Priazov'ye della classe Vishnaya, in navigazione 300 chilometri a sud di Sebastopoli per sorvegliare le condotte dei gasdotti sottomarini, respinse con successo l'attacco di sei droni navali ucraini; questi ultimi appartenevano al nuovo modello MAGURA V5, appena messo a punto dall'industria ucraina e più teconologicamente sviluppato dei modelli precedenti.
Un notevole salto di qualità per le capacità d'attacco degli ucraini avvenne alla fine di maggio 2023, dopo la decisione del governo britannico di donare all'Ucraina un lotto di missili da crociera aviolanciabili Storm Shadow; il governo francese fornì poi gli equivalenti missili SCALP-EG. Gli ordigni franco-britannici, imbarcati sui bombardieri Sukhoi Su-24 ucraini, estesero di molto le capacità di attacco delle forze di Kiev. A tali ordigni venne attribuito il riuscito attacco, il 22 giugno, al ponte sullo stretto di Chonhar che metteva in connessione il nord della Crimea con il sud della terraferma ucraina; droni navali del modello Sea Baby furono invece usati, il 17 luglio, per mettere a segno un nuovo attacco al ponte di Crimea nello stretto di Kerč'. L'attacco coincise con lo spirare, quello stesso 17 luglio, del termine ultimo per il rinnovo della Black Sea Grain Initiative, dopo che negoziati in corso da diverse settimane per un suo prolungamento si erano infine arenati senza trovare un accordo. La cessazione dell'accordo aprì, oltre alla minaccia russa di considerare ogni nave diretta in porti ucraini come un obiettivo militare, anche a una campagna di bombardamenti con missili a lungo raggio e droni kamikaze sferrata dalle forze russe contro i porti, le infrastrutture e i siti di stoccaggio dei prodotti alimentari da esportazione nell'Ucraina occidentale, iniziata già il 18 luglio con pesanti bombardamenti su Odessa e proseguita con 30 attacchi a varie località nei successivi sei mesi. La fine dell'accordo e gli attacchi alle infrastrutture ucraine ebbero inizialmente un sensibile effetto sulle capacità commerciali del paese, facendo calare le esportazioni di grano e mais ucraini a poco più di 2 milioni di tonnellate al mese per tutto il periodo compreso tra luglio e settembre 2023. In seguito tuttavia gli ucraini riuscirono a riorientare i loro commerci lungo nuove direttrici, trasferendo le loro esportazioni con barconi attraverso il basso corso del Danubio perché venissero imbarcate nel porto romeno di Costanza ma, soprattutto, tracciando una nuova rotta per i mercantili in uscita dai porti dell'Ucraina occidentale: rotta che correva in acque troppo basse per i sottomarini russi, e che passava in buona parte all'interno delle acque territoriali di Romania, Bulgaria e Turchia. Questo consentì una netta ripresa dei traffici commerciali: il volume delle esportazioni di grano e mais salì a 5,3 milioni di tonnellate a gennaio 2024, a 5,8 milioni a febbraio e a 5,2 milioni a marzo, valori non troppo lontani dalla media di 6,5 milioni di tonnellate al mese del periodo precedente lo scoppio della guerra.
Agli attacchi russi sui porti dell'Ucraina occidentale gli ucraini risposero con nuovi attacchi alle basi russe in Crimea, e contro il naviglio russo in navigazione nel Mar Nero. Il 19 luglio un incendio probabilmente causato da un attacco ucraino dall'aria appiccò il fuoco a un deposito di munizioni russo nelle vicinanze di Staryj Krym, obbligando le autorità a evacuare circa 2000 persone che vivevano nelle vicinanze; attacchi con droni ucraini colpirono altri depositi di munizioni russi in Crimea il 22 luglio e il 24 luglio. Il 1º agosto le autorità russe annunciarono di aver sventato un tentativo di attacco ucraino a circa 340 chilometri a sud-est di Sebastopoli diretto contro mercantili russi in rotta per il Bosforo, con i pattugliatori Sergej Kotov e Vasilij Bykov che rivendicarono la distruzione di tre droni semi-sommergibili ucraini. Successo ebbero invece altri due attacchi ucraini condotti con droni navali nei giorni seguenti: il 4 agosto un drone centrò la nave d'assalto anfibio  Olenegorskij gornâk della classe Ropucha mentre si trovava alla fonda a Novorossijsk causandole gravi danni, mentre il 5 agosto un altro drone colpì e danneggiò una petroliera civile russa mentre era in transito attraverso lo stretto di Kerch'; in entrambi i casi gli ucraini impiegarono un nuovo modello di drone navale, il Mamai, dotato di autonomia e velocità superiori ai modelli precedenti. Il 17 agosto invece il pattugliatore Vasilij Bykov e la vecchia fregata Pytlivyj sventarono un attacco ucraino mentre erano in navigazione lungo la costa della Crimea, distruggendo il drone navale diretto contro di loro.
Pesanti attacchi ucraini colpirono la Crimea alla fine di agosto. Il 22 agosto i russi rivendicarono la distruzione di un vascello da ricognizione ucraino, sorpreso e colpito da un caccia Su-30 al largo di alcune piattaforme di estrazione petrolifera abbandonate lungo la costa occidentale della Crimea, ma il 23 agosto le forze ucraine colpirono con una salva di missili Neptun modificati una batteria antiaerea russa posizionata vicio alla punta della Penisola di Tarchankut, l'estremità più occidentale della Crimea, distruggendo un impianto di missili antiaerei S-400; il successivo 24 agosto, Giorno dell'indipendenza dell'Ucraina, il servizio di intelligence militare ucraino rivendicò la riuscita di un'operazione simbolica: una squadra di incursori ucraini riuscì a sbarcare sulla costa della Penisola di Tarchankut, tra gli insediamenti di Olenivka e Majak, e ad alzare la bandiera dell'Ucraina sul suolo della Crimea, prima di ritirarsi dopo aver sostenuto un breve scontro a fuoco con le truppe russe. Nelle prime ore del 25 agosto le difese antiaeree russe respinsero senza danni un attacco di 42 velivoli senza pilota ucraini diretti contro Sebastopoli, il più massiccio attacco coordinato di questo tipo intrapreso dall'Ucraina sino a quel momento, ma il 26 agosto gli ucraini rivendicarono un riuscito attacco con droni kamikaze contro una base militare della 126ª Brigata di difesa costiera russa a Perevalne nell'interno della Crimea.

### I russi sotto pressione

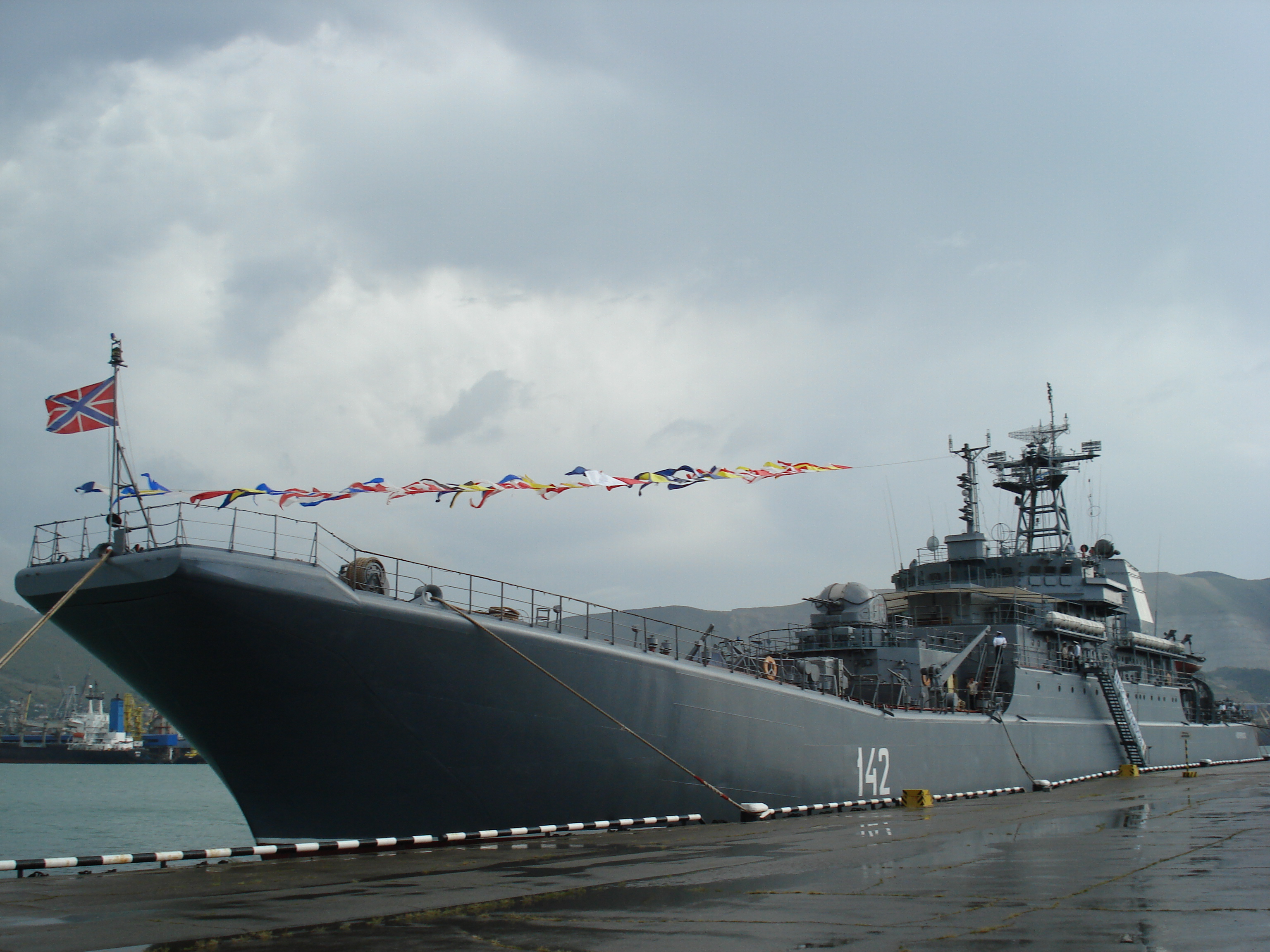
La Novočerkassk, una delle varie navi d'assalto anfibio classe Ropucha russe cadute vittime degli attacchi ucraini, qui fotografata nel 2010

La pressione sui russi crebbe nettamente nel settembre 2023. Le forze russe annunciarono di aver respinto un attacco con un drone navale al ponte di Crimea sullo stretto di Kerč' il 2 settembre e di aver abbattuto tre aeromobili a pilotaggio remoto a occidente della Crimea il 9 settembre. Una dura battaglia si sivluppò tra il 10 e l'11 settembre attorno ad alcune piattaforme per l'estrazione del gas naturale poste al largo delle coste occidentali della Crimea, occupate dai russi dal 2014 e impiegate come postazione d'avvistamento avanzata sin dallo scoppio delle ostilità nel 2022: per quanto i russi rivendicassero la distruzione di otto velivoli senza pilota e tre imbarcazioni da trasporto nemiche, le installazioni furono catturate da reparti di incursori anfibi ucraini i quali, a loro volta, rivendicarono il danneggiamento nello scontro di un caccia russo Su-30, colpito da un MANPADS. Il 13 settembre gli ucraini misero a segno il più pesante attacco alla Flotta del Mar Nero dai tempi dell'affondamento del Moskva nell'aprile 2022, colpendo con una salva di missili Storm Shadow lanciati da aerei i bacini di carenaggio di Sebastopoli: a parte i danni causati alle infrastrutture, il più importante centro di riparazione navale della Flotta del Mar Nero, l'attacco semidistrusse la nave d'assalto anfibio Minsk della classe Ropucha e inflisse danni gravissimi e non facili da riparare al moderno sottomarino Rostov-na-Donu della classe Kilo, un vettore di lancio per i missili Kalibr. Nemmeno il tempo di riprendersi da questo brutto colpo, che il 14 settembre i russi dovettero registrare un attacco con cinque droni navali a unità in navigazione al largo delle coste sud-occidentali della Crimea, con gli ucraini che rivendicarono un centro ai danni del moderno pattugliatore Sergej Kotov; quella sera stessa, gli ucraini portarono a termine un attacco apparentemente riuscito con droni aerei e missili contro una postazione antiaerea russa nei pressi di Jevpatorija in Crimea. Il 15 settembre fu invece la corvetta lanciamissili Samum della classe Bora a cadere vittima degli attacchi ucraini, venendo colpita e gravemente danneggiata da un drone navale Sea Baby ucraino mentre pattugliava l'entrata della baia di Sebastopoli.
Attacchi ucraini con droni aerei e missili Neptun colpirono, con esiti non chiari, Sebastopoli il 17 settembre e nella notte tra il 20 e il 21 settembre, come pure la base aerea di Saki a nord della città il 21 settembre. Il 22 settembre invece gli ucraini colpirono con un missile Storm Shadow il palazzo del quartier generale della Flotta del Mar Nero a Sebastopoli, causando molte vittime tra il personale di comando russo; si rincorsero voci che lo stesso ammiraglio Sokolov, comandante della flotta, fosse rimasto ucciso nel raid, notizia poi rivelatasi falsa. Questa pressione costante sullo scalo di Sebastopoli costrinse infine i russi ad abbandonare la base e a trasferire il grosso delle loro forze navali a oriente della Crimea nella più sicura Novorossijsk; furono inoltre rilevati lavori dei russi per l'allestimento di una base navale situata ancora più a est di Novorossijsk, a Ochamchire sulla costa dello Stato fantoccio di Mosca dell'Abcasia.
I raid ucraini sulla Crimea proseguirono per tutti i restanti mesi del 2023, come pure gli attacchi con droni navali: le autorità di Kiev rivendicarono, il 13 ottobre, centri ai danni del pattugliatore Pavel Derzhavin e di una corvetta classe Buyan, privi però di conferme; il 24 ottobre i russi rivendicarono di aver respinto un attacco ucraino davanti Sebastopoli distruggendo tre droni localizzati in mare aperto, mentre il 27 ottobre gli ucraini rivendicarono l'affondamento del dragamine russo Vladimir Kozitsky, colpito da un Sea Baby. Confermata fu invece la riuscita dell'attacco ucraino a colpi di missili Storm Shadow contro i cantieri navali di Kerč' in Crimea il 4 novembre: la corvetta lanciamissili Askold della classe Karakurt, ancora in allestimento nello scalo, venne colpita e devastata, e gravi danni riportarono le strutture cantieristiche. Il 7 novembre i russi rivendicarono la distruzione di 17 aeromobili senza pilota ucraini lanciati sopra la Crimea, ma il 10 novembre gli ucraini misero a segno un riuscito attacco al porto di Chornomorske nella Crimea occidentale: due mezzi da sbarco russi (uno della classe Serna e uno della più vecchia classe Ondatra) ancorati in banchina furono centrati e distrutti da droni navali ucraini MAGURA V5. Dopo che i russi ebbero respinto con successo alcuni attacchi con droni aerei nei cieli della Crimea (tra cui uno la sera del 15 dicembre che coinvolse 26 apparecchi), gli ucraini misero a segno un altro successo eclatante il 26 dicembre, colpendo con missili da crociera il porto di Feodosia e centrando la nave d'assalto anfibio russa Novočerkassk della classe Ropucha: probabilmente carica di munizioni destinate al fronte, la nave esplose fragorosamente finendo semidistrutta.
La pressione ucraina si mantenne costante anche nel nuovo anno. Il 4 gennaio 2024 un massiccio attacco con velivoli senza pilota colpì nuovamente la Crimea, con i russi che rivendicarono la distruzione di 36 apparecchi nemici e gli ucraini che rivendicarono centri ai danni di un posto di comando a Sebastopoli e di una base militare a Jevpatorija; un'azione simile colpì nuovamente la penisola il 30 gennaio, con undici droni abbattuti in volo secondo i russi e una base radar distrutta a Razdol'noe secondo gli ucraini, mentre il 31 gennaio una salva di missili Storm Shadow colpì la base aerea russa di Belbek sulla punta meridionale della Crimea. Il giorno dopo, 1º febbraio, la Flotta del Mar Nero dovette registrare la perdita della corvetta lanciamissili Ivanovets della classe Tarantul, colpita e affondata dai droni navali MAGURA V5 ucraini nella baia di Donuzlav lungo la costa occidentale della Crimea; ad analogo destino andò incontro un'altra nave d'assalto anfibio della classe Ropucha, la Cezar' Kunikov, colpita e affondata da un MAGURA V5 il 14 febbraio davanti Alupka nella Crimea meridionale. La minaccia rappresentata dai droni navali ucraini consentì a Kiev di realizzare un piccolo successo strategico. Fin dall'inizio delle ostilità con l'Ucraina, navi mercantili russe erano state impiegate per trasferire munizioni ed equipaggiamento militare dalla base di Tartus in Siria ai porti della costa sud della Russia, venendo scortate dalle unità militari della Flotta del Mar Nero dopo il transito attraverso il Bosforo. Questi piccoli convogli navali russi erano stati oggetto degli attacchi dei droni navali ucraini, con due assalti sventati dalle navi scorta russe nelle acque del Mar Nero il 18 agosto e il 13 settembre 2023; alla fine di febbraio 2024, tuttavia, i russi decisero di interrompere questo traffico e di dirottare i mercantili carichi di armi in partenza da Tartus verso i più lontani porti del Mar Baltico, aggiungendo diverse settimane al loro viaggio.
Sventato il 3 marzo un massiccio attacco sulla Crimea con l'impiego di 38 velivoli senza pilota, i russi dovettero però registrare il 5 marzo seguente un nuovo riuscito attacco dei MAGURA V5 ucraini, i quali rivendicarono l'affondamento del moderno pattugliatore Sergej Kotov sorpreso in mare nei pressi dello stretto di Kerč'. La notte del 24 marzo invece fu Sebastopoli a essere nuovamente colpita da una salva di missili Storm Shadow ucraini; il principale centro di comunicazione a terra della Flotta del Mar Nero venne colpito e distrutto, mentre non chiare apparvero le perdite tra il naviglio ancorato nella base: analisi delle foto satellitari rivelarono gravi danni sulla nave spia Ivan Hurs, mentre più difficili da stimare furono quelli inflitti alle navi d'assalto anfibio Azov e Yamal della classe Ropucha, date comunque per danneggiate. Gli ucraini rivendicarono poi, il successivo 26 marzo, un centro con un missile Neptun sulla Kostântin Ol'šans'kij, un'altra unità classe Ropucha in precedenza in servizio con la Marina ucraina ma catturata dai russi in Crimea nel 2014 e impiegata come fonte di pezzi di ricambio.

### Scontri attorno alla Crimea

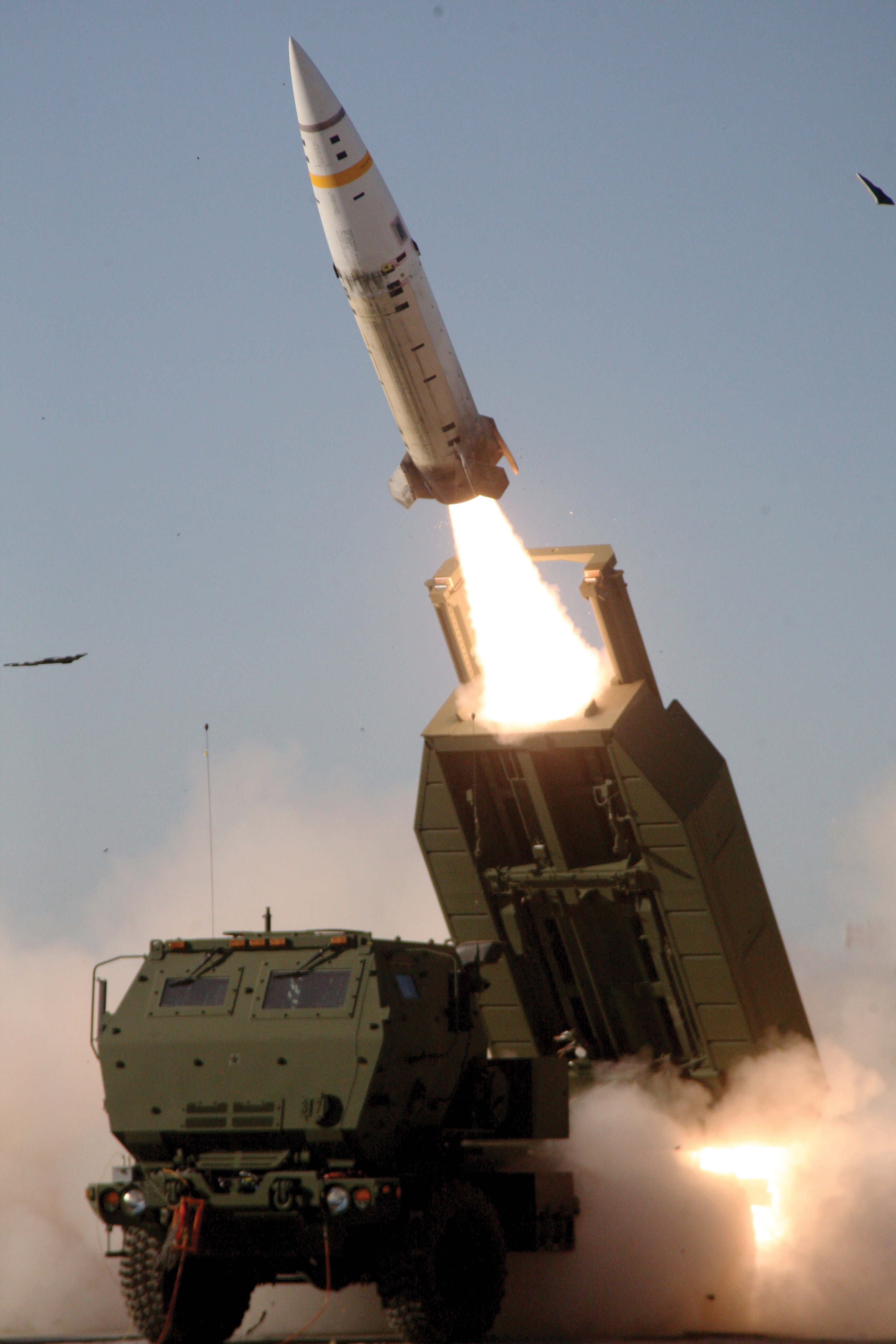
Il lancio di un missile ATACMS da un veicolo lanciarazzi M142 HIMARS, due sistemi forniti all'Ucraina dagli Stati Uniti

L'accumularsi di questi insuccessi nella guerra navale contro l'Ucraina portò a un nuovo giro di sostituzioni in seno alla Marina russa: il 19 marzo 2024 il capo di stato maggiore della Marina, ammiraglio Nikolaj Evmenov, venne ufficialmente sostituito nel comando dal parigrado Aleksandr Moiseev; dopo voci circa una sua rimozione avvenuta già nel febbraio precedente, il 2 aprile l'ammiraglio Sokolov fu ufficialmente sostituito al comando della Flotta del Mar Nero dall'ammiraglio Sergej Pinčuk. Nuovi successi ucraini furono comunque registrati anche in aprile: il 18 aprile gli ucraini rivendicarono un riuscito attacco missilistico, probabilmente tramite i nuovi missili balistici a corto raggio ATACMS forniti dagli Stati Uniti, contro la base aerea di Džankoj nel nord est della Crimea, con la distruzione di un'intera batteria di missili antiaerei russi S-400 e danni non chiari ai velivoli stazionati sulle piste; il 21 aprile invece gli ucraini rivendicarono un centro con un missile Neptun sulla nave salvataggio sottomarini Kommuna ancorata nella baia di Sebastopoli, l'unica unità di questo tipo a disposizione della Fotta del Mar Nero, sebbene senza successive conferme dei danni dalle analisti delle foto satellitari.
Gli ATACMS forniti dagli Stati Uniti furono largamente impegnati dagli ucraini, insieme a droni kamikaze e missili Storm Shadow, per lanciare una campagna di attacchi alla Crimea e ai porti della Russia meridionale nel corso di maggio. Tra i colpi messi a segno dagli ucraini di cui fu possibile dare conferma vi furono: due riusciti attacchi in successione alla base aerea di Belbek il 15 e 17 maggio, con la distruzione di parti di una batteria di missili antiaerei S-300 o S-400 e di almeno due caccia Mikoyan MiG-31 (impiegati dai russi come vettori di lancio per missili a lungo raggio nei loro periodici raid contro le retrovie ucraine); attacchi a depositi di carburante a Novorossijsk, a una sottostazione elettrica a Sebastopoli e a una raffineria a Tuapse il 17 maggio; un attacco al porto di Sebastopoli il 19 maggio conclusosi con l'affondamento o il grave danneggiamento (non confermati dai russi) del dragamine Kovrovets della vecchia classe Natya e della corvetta lanciamissili Tsiklon della moderna classe Karakurt, entrata in servizio da meno di un anno e ultima unità d'attacco rimasta nei porti della Crimea; un attacco al porto di Kerč' il 30 maggio risultante nell'affondamento di una pilotina e nel danneggiamento di due traghetti impiegati dai russi per trasferire truppe ed equipaggiamenti attraverso lo stretto di Kerč'; e un attacco al terminal petrolifero di Porto Kavkaz nel Territorio di Krasnodar il 31 maggio. Attacchi missilistici contro le difese antiaeree russe in Crimea vennero inoltre rivendicati dagli ucraini il 10 giugno (una batteria di S-400 colpita a Džankoj e due batterie di S-300 colpite a Jevpatorija e Černomorskoe) e il 12 giugno (impianti radar di batterie di S-400 e S-300 colpiti nei dintorni di Belbek e Sebastopoli); un attacco con ATACMS contro Sebastopoli il 23 giugno si concluse invece tragicamente quando uno degli ordigni, centrato dall'antiaerea russa, esplose sopra una spiaggia piena di civili, uccidendo quattro persone e ferendone altre 151.
La guerra dei droni navali, nel frattempo, fece registrate altri significativi episodi. Il 5 maggio un drone MAGURA V5 colpì e affondò nella baia di Vuzka in Crimea una motovedetta russa della classe Mangust; il giorno successivo elicotteri russi in pattugliamento al largo della Crimea furono attaccati da un drone MAGURA V5 equipaggiato per la prima volta con un lanciatore per missili antiaerei R-73, azione conclusasi tuttavia con l'affondamento del battello ucraino. Il 29 maggio i russi pubblicarono le immagini della distruzione di un MAGURA V5 ucraino da parte di un loro velivolo kamikaze senza pilota, prima azione drone-contro-drone di questo tipo mai registrata; il 30 maggio invece gli ucraini rivendicarono l'affondamento di due pattugliatori russi classe Tunets e il danneggiamento di altre due unità della stessa classe in un nuovo attacco con droni navali nella baia di Vuzka nel nord-ovest della Crimea. Il 6 giugno un altro drone ucraino superò gli sbarramenti difensivi russi nei pressi di Černomorskoe e colpì un rimorchiatore della classe Saturn. Il 21 giugno i russi respinsero un massiccio attacco ucraino lanciato su vari obiettivi in Crimea e nella regione di Krasnodar tramite l'impiego congiunto di droni aerei e navali: i russi affermarono di aver distrutto circa 100 droni aerei e sei imbarcazioni senza pilota, ma durante l'attacco un elicottero Kamov Ka-27 dell'aviazione navale russa venne abbattuto in un incidente di fuoco amico.

### Calo di attività

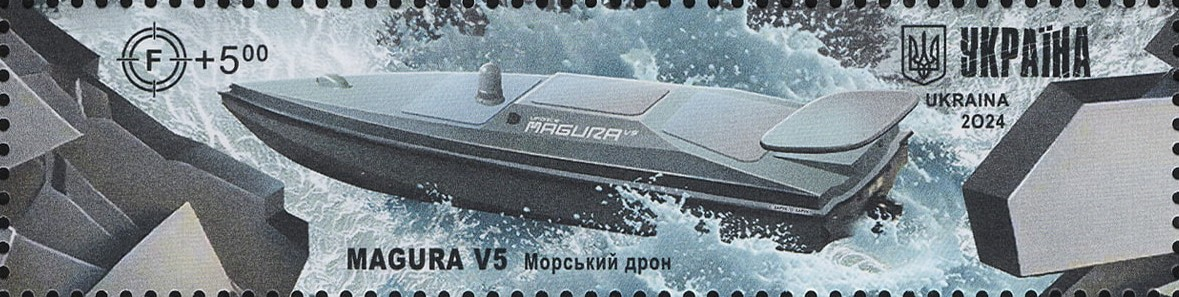
Un fracobollo ucraino raffigurante un drone navale MAGURA V5

Le azioni nel teatro bellico del Mar Nero andarono calando sensibilmente a partire dalla seconda metà del 2024, principalmente perché i russi avevano ormai ritirato la maggior parte delle loro risorse navali dalle acque della Crimea per tenerle al riparo dagli attacchi dei droni e dei missili ucraini. La minaccia rappresentata da droni e missili inibiva ormai le navi di superficie russe dall'intraprendere operazioni d'attacco nelle acque del Mar Nero, lasciando ai soli sottomarini, meno vulnerabili alle azioni degli ucraini, la partecipazione ai lanci di missili contro le retrovie e le città ucraine; alla fine di giugno, tuttavia, un certo numero di unità navali russe riprese il lancio dei missili Kalibr a lungo raggio a partire dalle più tranquille acque del Mar d'Azov, godendo della protezione offerta dagli estesi sbarramenti anti-drone allestiti lungo lo stretto di Kerč'. Nonostante i perduranti attacchi missilistici a lunga gittata dei russi sulle infrastrutture portuali ucraine, i commerci navali dell'Ucraina potevano ormai svolgersi senza particolari problemi, al punto che il volume delle esportazioni di prodotti agricoli via mare nel luglio 2024 raddoppiò rispetto allo stesso mese dell'anno precedente.
Azioni sporadiche continuarono ancora a verificarsi. Il 23 luglio un attacco di droni a Porto Kavkaz causò il danneggiamento di un traghetto russo impiegato nei rifornimenti delle truppe in Crimea; il 2 agosto gli ucraini portarono a termine un attacco con missili a lunga gittata (probabilmente ATACMS) contro Sebastopoli, rivendicando di aver inflitto ulteriori danni al sottomarino Rostov-na-Donu (già gravemente danneggiato nel settembre 2022 e da allora fermo per riparazioni nel porto di Sebastopoli) e a una batteria di missili antiaerei S-400; il 9 agosto incursori anfibi ucraini compirono un raid mordi e fuggi contro le posizioni russe a Capo Kinburn. Il 22 agosto un altro attacco ucraino contro Porto Kavkaz, questa volta con missili Neptune modificati, provocò l'esplosione del traghetto russo Conro Trader, carico di carburante destinato in Crimea: il relitto del traghetto bloccò uno dei moli più importanti dello scalo, con grave danno per le linee di rifornimento russe verso la penisola. L'11 settembre una nuova incursione delle forze speciali navali ucraine colpì una piattaforma per l'estrazione del gas al largo della Crimea: i russi rivendicarono di aver respinto l'attacco affondando otto imbarcazioni leggere ucraine, gli ucraini rivendicarono invece la riuscita dell'incursione e l'abbattimento con un missile portatile di un caccia Sukhoi Su-30 dell'aviazione navale russa. Il giorno seguente le autorità ucraine denunciarono il danneggiamento di un mercantile di una nazione neutrale, appena salpato dal porto ucraino di Čornomors'k, da parte di missili da crociera lanciati da bombardieri Tupolev Tu-22M russi, il primo attacco diretto alle navi impegnate nel "corridoio del grano" riaperto da Kiev.
Le operazioni aeronavali rimanevano sempre più incentrate sull'impiego di droni, con continue innovazioni tattiche e tecnologiche messe in atto dai due contendenti. Alla fine di settembre 2024 emersero video di esercitazioni della Flotta del Mar Nero russa relative al lancio e alla guida di piccoli droni volanti "FPV" da bordo di elicotteri, ritenuto un modo molto efficace per intercettare e distruggere i droni navali ucraini in mare aperto; gli ucraini, da parte loro, testarono l'imbarco sui loro droni navali di lanciarazzi BM-21 "Grad" per il bombardamento a lungo raggio di bersagli terrestri. Il 6 novembre un velivolo ultraleggero Aeroprakt A-22 Foxbat ucraino, convertito in drone kamikaze a lungo raggio, colpì la base navale russa di Kaspijsk sul Mar Caspio, a più di 1000 chilometri di distanza dalla linea del fronte, esplodendo tra le imbarcazioni della Flottiglia del Caspio all'ormeggio e danneggiando, secondo le rivendicazioni ucraine, tre unità (due fregate classe Gepard e una corvetta classe Bujan). Nella notte tra il 5 e il 6 dicembre gli ucraini lanciarono un attacco di droni navali "Sea Baby" nelle acque della baia di Kerč': oltre a rivendicare l'affondamento di una chiatta russa colpita da un drone kamikaze, gli ucraini affermarono di aver equipaggiato i loro "Sea Baby" con mitragliatrici pesanti, usate poi proficuamente per ingaggiare e danneggiare gli elicotteri e le motovedette russe accorse a contrastare l'attacco. Il 31 dicembre uno scontro tra elicotteri russi e imbarcazioni senza pilota ucraine al largo della Penisola di Tarchankut in Crimea fece segnare un nuovo primato nella storia della guerra con i droni: un MAGURA V5 ucraino riuscì infatti ad abbattere un elicottero Mi-8 russo con il lancio di missili antiaerei R-73, primo caso di aeromobile abbattuto da un drone navale; un secondo elicottero russo sarebbe stato abbattuto nella stessa circostanza.
I droni aerei continuavano a essere massicciamente impiegati dagli ucraini nei loro attacchi alle installazioni costiere russe. All'inizio di gennaio 2025 gli ucraini affermarono di aver impiegato le loro imbarcazioni senza equipaggio come piattaforme di decollo per piccoli droni volanti FPV, colpendo in questo modo tre impianti antiaerei russi schierati lungo la costa dell'Oblast' di Cherson. Il 26 febbraio gli ucraini rivendicarono un attacco simultaneo alla raffineria di petrolio di Tuapse e a due basi aeree russe in Crimea, con i russi ad affermare di aver respinto l'attacco abbattendo 83 droni nemici; il 19 marzo gli ucraini rivendicarono una serie di attacchi contro basi russe in Crimea tramite droni FPV lanciati da imbarcazioni senza equipaggio, affermando di aver colpito e danneggiato svariati impianti radar, lanciamissili antiaerei, un rimorchiatore, una nave da trasporto e un elicottero fermo a terra. Il 2 maggio un massiccio attacco ucraino colpì il porto di Novorossijsk impiegando una combinazione di droni aerei, imbarcazioni senza pilota e missili a lungo raggio: incerto l'ammontare dei danni alle infrastrutture a terra, mentre i russi affermarono di aver distrutto 183 droni e due missili ucraini. Nel corso della stessa azione gli ucraini rivendicarono un nuovo abbattimento di un bersaglio aereo da parte dei loro droni navali equipaggiati con missili, questa volta ai danni di un caccia russo Su-30; il numero dei Su-30 abbattuti fu poi indicato in due da fonti ucraine, in un'azione portata a termine da parte di droni MAGURA V5 equipaggiati con missili AIM-9 Sidewinder di fornitura statunitense

## Perdite
| Immagine | Nome                         | Tipo                             | Classe      | Destino                                                                 | Note            |
| -------- | ---------------------------- | -------------------------------- | ----------- | ----------------------------------------------------------------------- | --------------- |
|          | U130/F130 Hetman Sahaidachny | Fregata                          | Krivak III  | Autoaffondata il 3 marzo 2022                                           | [ 8 ] [ 167 ]   |
|          | U206 Vinnytsia               | Corvetta                         | Grisha II   | Capovolta il 10 giugno 2022 nel porto di Očakiv                         | [ 168 ]         |
|          | Non identificata             | Corvetta                         | Grisha      | Catturata il 14 marzo 2022 a Berdiansk                                  |                 |
|          | DSHK-1/L450 Stanislav        | Nave d'assalto ad attacco rapido | Centaur     | Affondata il 7 maggio 2022 durante la Battaglia dell'Isola dei Serpenti | [ 170 ] [ 171 ] |
|          | U500 Donbas                  | Nave comando                     | Project 304 | Distrutta in aprile 2022 durante la battaglia di Mariupol               | [ 173 ] [ 174 ] |
|          | U401 Yuri Olefirenko         | Nave da sbarco                   | Polnocny-C  | Affondata il 29 marzo 2023                                              | [ 176 ]         |
|          | P190 Sloviansk               | Pattugliatore                    | Island      | Affondata il 3 marzo 2022 da un missile russo Kh-31                     | [ 177 ]         |
|          | BG-32 Donbas                 | Pattugliatore                    | Stenka      | Affondata a Mariupol nel 2022, poi recuperata nel giugno 2022 dai russi |                 |
|          | BG-118 Arabat                | Pattugliatore                    | Zhuk        | Catturata a Berdyansk                                                   |                 |
|          | BG-108 KaMO-517              | Pattugliatore                    | Zhuk        | Distrutta                                                               |                 |
|          | Non identificata             | Pattugliatore                    | Zhuk        | Distrutta durante la battaglia di Mariupol                              |                 |
|          | Non identificata             | Pattugliatore                    | Zhuk        | Catturata a Berdiansk                                                   |                 |
|          | P174 Akkerman                | Cannoniera                       | Gyurza      | Catturata a Berdyansk durante marzo 2022                                | [ 10 ]          |
|          | P179 Vyshhorod               | Cannoniera                       | Gyurza      | Catturata a Berdyansk durante marzo 2022                                | [ 10 ]          |
|          | P177 Kremenchuk              | Cannoniera                       | Gyurza      | Catturata durante l'assedio di Mariupol                                 | [ 178 ]         |
|          | P178 Lubny                   | Cannoniera                       | Gyurza      | Affondata durante l'assedio di Mariupol                                 |                 |
|          | Non identificata             | Cannoniera                       | PO-2        | Affondata con un drone                                                  |                 |
|          | Henichesk (M360)             | Dragamine                        | Yevgenya    | Persa nel 2022                                                          |                 |

| Immagine | Nome                 | Tipo                       | Classe               | Destino                                                                     | Note                    |
| -------- | -------------------- | -------------------------- | -------------------- | --------------------------------------------------------------------------- | ----------------------- |
|          | Moskva               | Incrociatore lanciamissili | Slava                | Affondata il 14 aprile 2022                                                 | [ 2 ]                   |
|          | Saratov              | Nave da sbarco anfibia     | Tapir                | Distrutta nel porto di Berdiansk il 24 marzo 2022                           | [ 179 ]                 |
|          | Tsezar Kunikov       | Nave d'assalto anfibio     | Ropucha              | Affondata da droni ucraini il 14 febbraio 2024 al largo di Simeiz (Crimea). | [ 180 ]                 |
|          | Spasatel Vasily Bekh | Rimorchiatore              | Rimorchiatore 22870  | Affondata il 21 giugno 2022                                                 | [ 181 ]                 |
|          | Saturn               | Rimorchiatore              | Rimorchiatore Saturn | Affondata in Crimea il 6 giugno 2024                                        | [ 182 ] [ 183 ] [ 184 ] |
|          | Non Identificata     | Pattugliatore              | Raptor               |                                                                             |                         |
|          | Non Identificata     | Pattugliatore              | Raptor               |                                                                             |                         |
|          | Non Identificata     | Pattugliatore              | Raptor               |                                                                             |                         |
|          | Non Identificata     | Mezzo da sbarco            | Serna                | Affondata il 6 maggio 2022                                                  | [ 186 ]                 |

### Annotazioni
1. ↑  In base all'articolo 19 della convenzione, «in tempo di guerra, ove la Turchia non sia belligerante, le navi da guerra godranno di completa libertà di transito e di navigazione negli Stretti nelle identiche condizioni di cui agli articoli da 10 a 18. Il passaggio attraverso gli Stretti sarò vietato nondimeno alle navi da guerra di tutte le Potenze belligeranti, salvo i casi rientranti nell'articolo 25 della presente Convenzione, nonché in caso di assistenza prestata ad uno Stato vittima di aggressione in forza di un trattato di mutua assistenza al quale la Turchia sia vincolata [...] In deroga al divieto di transito sancito nel precedente secondo comma, le navi da guerra delle Potenze belligeranti rivierasche o no del Mar Nero, separate dalle loro basi, sono autorizzate a raggiungere tali basi».
2. ↑  Due delle nuove corvette classe Stereguščij, destinate alla Flotta ma ancora in costruzione nei cantieri russi del mar Baltico, rimasero fuori dal bacino per via della decisione turca di chiudere Bosforo e Dardanelli
3. ↑  Promosso viceammiraglio nell'aprile 2022.
4. ↑  A Mykolaïv era in cantiere il primo esemplare delle fregate lanciamissili classe Volodymyr Velykyi di ideazione nazionale, la cui costruzione era iniziata nel 2011 salvo proseguire molto lentamente per carenze di fondi e ripensamenti del progetto; un accordo con la Turchia portò invece all'avvio della costruzione nel 2021 nei cantieri di Istanbul di due corvette lanciamissili classe Ada di progettazione turca.
5. ↑  Lo scafo della Saratov venne riportato a galla dai russi nel luglio 2022, ma non risultano siano stati avviati concreti lavori per ripristinare l'unità.
6. ↑  La piccata risposta negativa della guarnigione dell'isola alle richieste di resa inviate via radio dai russi fu poi al centro di un'estesa campagna propagandistica da parte dei mezzi di informazione ucraini.
7. ↑  L'articolo 1 dell'ottava convenzione dell'Aia del 1907 vieta agli Stati firmatari «di collocare mine automatiche di contatto ancorate, che non diventino inoffensive tosto che esse abbiano rotto il loro ormeggio». Vedi  Convenzione concernente il collocamento di mine sottomarine automatiche di contatto (PDF), su admin.ch (archiviato dall'url originale il 23 aprile 2005)..
8. ↑  La Jurij Olefirenko era stata data per catturata dai russi nel Mar d'Azov nel marzo 2022, informazione rivelatasi poi falsa. Vedi Da Frè 2023, p. 97.
9. ↑  Prima del suo spirare l'accordo era stato rinnovato già tre volte: il 18 novembre 2022 per un massimo di 120 giorni, il 17 maggio 2023 per altri 60 giorni e il 18 maggio 2023 per altri 60 giorni. Vedi (EN) One year of the Black Sea Initiative: Key facts and figures, su news.un.org. URL consultato il 28 aprile 2024.

### Fonti
1. ↑  Moskva
2. 1 2  (EN) Moskva cruiser sank while being towed in a storm - Russian Defense Ministry, in ITAR-TASS, 14 aprile 2022. URL consultato il 14 aprile 2022.
3. ↑  Saratov
4. ↑  Di classe Raptor
5. ↑  Tsezar Kunikov
6. ↑  Spasatel Vasily Bekh, Saturn
7. ↑  Tra cui la Minsk
8. 1 2   Hetman Sahaidachny frigate, being under repair, flooded not to get to enemy – Reznikov [La fregata Hetman Sahaidachny, in riparazione, affondata per non farla cadere nelle mani del nemico], Interfax Ukraine. URL consultato il 4 marzo 2022 (archiviato dall'url originale l'8 giugno 2022).
9. ↑   Матері та дружини зниклих моряків із потоплених катерів ВМСУ просять пролити світло на долі їхніх близьких: «Ми на 100% впевнені, що вони в полоні».
10. 1 2 3   Russia shows off captured Navy boats [La Russia mostra le navi catturate della marina ucraina].
11. ↑  Da Frè 2023, pp. 94, 100.
12. ↑  Cosentino, pp. 73–74.
13. ↑   Catherine Harris; Frederick W. Kagan, Russia's Military Posture: Ground Forces Order of Battle (PDF), Institute for the Study of War, 2018,  p. 21. URL consultato il 22 aprile 2024 (archiviato dall'url originale il 25 ottobre 2020).
14. ↑  (EN) Russian Frontal Aviation Arms Order of Battle, su easternorbat.com. URL consultato il 22 aprile 2024.
15. ↑  Da Frè 2023, p. 95.
16. ↑  Da Frè 2022, pp. 194, 224.
17. 1 2 3  Da Frè 2023, p. 98.
18. ↑  Da Frè 2022, p. 229.
19. 1 2 3 4  Da Frè 2023, pp. 94–96.
20. ↑  Da Frè 2022, pp. 231–232.
21. 1 2 3  Cosentino, pp. 75–76.
22. ↑  Da Frè 2022, pp. 226–227.
23. 1 2 3 4  Da Frè 2022, pp. 1008–1015.
24. 1 2 3  Da Frè 2023, p. 96.
25. ↑  Da Frè 2023, pp. 100–101.
26. ↑  Cosentino, p. 76.
27. 1 2  Annati, p. 36.
28. ↑  Cosentino, p. 77.
29. ↑  Da Frè 2023, pp. 98, 101-102.
30. 1 2  Cosentino, pp. 77–78.
31. ↑  Da Frè 2023, p. 102.
32. ↑  (EN) Nick Blenkey, VIDEO: Russian attacks on merchant ships reported, su marinelog.com (archiviato dall'url originale il 21 marzo 2022).
33. ↑  (EN) Ukraine: Estonian cargo ship sinks after blast in Black Sea, su bbc.com. URL consultato il 26 aprile 2024.
34. 1 2 3 4 5 6  Da Frè 2023, pp. 97–98.
35. ↑  (EN) Matthew Moss, The Fate of Ukraine’s Flagship Frigate, su overtdefense.com (archiviato dall'url originale il 16 ottobre 2022).
36. ↑  Da Frè 2023, pp. 102–103.
37. ↑  Annati, p. 37.
38. ↑  (EN) Jospeh Trevithick, The Curious Case Of Russia's 'Back From The Dead' Warship That Ukraine Supposedly Struck, su thedrive.com (archiviato dall'url originale il 21 marzo 2022).
39. ↑  Cosentino, p. 79.
40. ↑  (EN) Russian frigate Admiral Essen destroys Ukrainian Bayraktar TB2 UAV, su navyrecognition.com. URL consultato il 26 aprile 2024.
41. ↑  Cosentino, pp. 78–79.
42. ↑  Da Frè 2023, p. 100.
43. ↑   Le ultime forniture militari occidentali all'Ucraina, su analisidifesa.it. URL consultato il 26 aprile 2024.
44. 1 2 3  Cosentino, pp. 79–80.
45. ↑  (EN) David Axe, Ukraine's Drones Are Peeling Back Russian Defenses On Infamous Snake Island, su forbes.com (archiviato dall'url originale il 9 maggio 2022).
46. ↑  (EN) Yusuf Çetiner, Ukrainian TB2 Destroys Russian Mi-8 Helicopter On Snake Island in First Reported Aerial Kill, su overtdefense.com (archiviato dall'url originale il 23 maggio 2022).
47. ↑  (EN) Ukraine battles Russia in Black Sea over strategic Snake Island, su reuters.com (archiviato dall'url originale il 12 maggio 2022).
48. ↑  Annati, p. 38.
49. ↑  (EN) Dylan Malyasov, New photos show damaged Russian corvette after Ukrainian forces attack, su defence-blog.com. URL consultato il 14 luglio 2024.
50. ↑  Da Frè 2023, p. 103.
51. ↑  (EN) Borys Kormych; Tetyana Averochkina; Liudmyla Kormych, Black Sea Grain initiative: bringing lawfare to conventional armed conflict, in Australian Journal of Maritime & Ocean Affairs, 12 febbraio 2024,  pp. 1–18, ISSN 1836-6503 (WC · ACNP).
52. ↑  (EN) Colum Lynch, Inside the UN's high-stakes deal to open Ukraine's grain corridor, su devex.com, 27 settembre 2022. URL consultato il 27 aprile 2024 (archiviato dall'url originale il 12 ottobre 2022).
53. ↑  Da Frè 2023, pp. 100, 103.
54. 1 2 3 4  Annati, p. 39.
55. ↑  Da Frè 2023, pp. 103–104.
56. ↑  Cosetino, p. 80.
57. 1 2 3  Da Frè 2023, pp. 104–105.
58. ↑  (EN) David Hambling, How Did Ukraine Destroy So Many Russian Aircraft At That Crimean Airbase?, su forbes.com. URL consultato il 27 aprile 2024.
59. ↑  (EN) Ukraine hints it was behind latest attack on Russian supply lines in Crimea, su theguardian.com. URL consultato il 27 aprile 2024.
60. ↑  (EN) H. I. Sutton, Ukraine’s New Weapon To Strike Russian Navy In Sevastopol, su navalnews.com. URL consultato il 27 aprile 2024.
61. ↑  Da Frè 2023, pp. 98–99, 104.
62. ↑  (EN) H. I. Sutton, Why Ukraine’s Remarkable Attack On Sevastopol Will Go Down In History, su navalnews.com. URL consultato il 27 aprile 2024.
63. ↑  (EN) Michelle Nichols, U.N. says no ships in grain corridor when Russia says it was attacked, su reuters.com. URL consultato il 28 aprile 2024.
64. ↑  (EN) Putin: We could quit grain deal again, but would not block grain for Turkey, su reuters.com. URL consultato il 28 aprile 2024.
65. ↑  Da Frè 2023, pp. 103, 105.
66. ↑  Cosentino, pp. 80–81.
67. 1 2 3 4 5  Da Frè 2023, pp. 105–107.
68. ↑  (EN) Phil Stewart; Idrees Ali, US military drone crashes into Black Sea after Russian intercept, su reuters.com (archiviato dall'url originale il 14 marzo 2023).
69. ↑  (EN) Ukraine says missiles blown up in annexed Crimea, Russia says civilians targeted, su reuters.com. URL consultato il 28 aprile 2024.
70. 1 2 3 4 5  Annati, p. 40.
71. ↑  (EN) Russia blames Ukraine drone attack for major Crimea fuel depot fire, su reuters.com. URL consultato il 28 aprile 2024.
72. ↑  (EN) Fire extinguished at Russian oil refinery after drone attack, TASS reports, su reuters.com. URL consultato il 28 aprile 2024.
73. ↑  (EN) Russia says it destroys Ukraine's 'last warship', su reuters.com (archiviato dall'url originale il 31 maggio 2023)..
74. ↑  (EN) Russia says Ukraine tried to attack Russian ship near major gas pipelines in Black Sea, su reuters.com. URL consultato il 14 luglio 2024.
75. ↑  (EN) Sébastien Roblin, The U.K. Has Given Ukraine the Storm Shadow: A Western Missile on a Soviet Warbird, su popularmechanics.com. URL consultato il 28 aprile 2024.
76. ↑  (EN) Andrew Osborn; Olzhas Auyezov, Ukraine strikes bridge to Crimea, say Russian-appointed officials, su reuters.com. URL consultato il 28 aprile 2024.
77. 1 2 3  Annati, p. 41.
78. ↑  (EN) Ukraine attacked Crimean bridge with surface drones, Russia says, su reuters.com. URL consultato il 28 aprile 2024.
79. ↑  (EN) Paul Kirby, Ukraine war: Russia strikes Ukraine grain after ending sea deal, su bbc.com. URL consultato il 28 aprile 2024.
80. ↑  (EN) Over the past six months, Russia attacked the port infrastructure of Ukraine more than 30 times – USPA, su apk-inform.com. URL consultato il 28 aprile 2024.
81. ↑  (EN) How much grain is Ukraine exporting and how is it leaving the country?, su bbc.com. URL consultato il 28 aprile 2024.
82. ↑  (EN) Fire at military base in Crimea forces evacuation of more than 2,000, su reuters.com. URL consultato il 28 aprile 2024.
83. ↑  (EN) Drone attack on Crimea ammunition depot closes bridge, su reuters.com. URL consultato il 28 aprile 2024.
84. ↑  (EN) Russian ammunition depot hit during Ukrainian drone attack in Crimea, official says, su reuters.com. URL consultato il 28 aprile 2024.
85. ↑  (EN) Russia says it thwarts Ukrainian attacks on navy and civilian ships in Black Sea, su reuters.com. URL consultato il 28 aprile 2024.
86. ↑  Da Frè 2023, p. 99.
87. ↑  (EN) Ukraine hits Russian tanker with sea drone near Crimea Bridge, su reuters.com. URL consultato il 28 aprile 2024.
88. ↑  (EN) Russian war ships thwart Ukraine's attack near Crimea -Russian military, su reuters.com. URL consultato il 28 aprile 2024.
89. ↑  (EN) Russia says it destroyed Ukrainian vessel near Black Sea gas facilities, su reuters.com. URL consultato il 28 aprile 2024.
90. ↑  (EN) David Axe, To Blow Up Russia’s S-400 Battery In Crimea, Ukraine Tweaked Its Cruiser-Sinking Neptune Missile, su forbes.com. URL consultato il 28 aprile 2024.
91. ↑  (EN) Ukraine says it launched 'special operation' in Russian-occupied Crimea, su reuters.com. URL consultato il 28 aprile 2024.
92. ↑  (EN) Russia says Ukraine fired missile towards Moscow, hit Crimea with drones, su reuters.com. URL consultato il 28 aprile 2024.
93. ↑  (EN) Ukraine says it hit Russian military base in annexed Crimea, su reuters.com. URL consultato il 28 aprile 2024.
94. ↑  (EN) Russian Defence Ministry says boat destroyed trying to attack Crimea bridge, su reuters.com. URL consultato il 28 aprile 2024.
95. ↑  (EN) Russia shoots down three drones in Crimea, says Russia-installed official, su reuters.com. URL consultato il 28 aprile 2024.
96. ↑  (EN) Russia says it downs drones, destroys Ukraine speedboats near Crimea, su reuters.com. URL consultato il 28 aprile 2024.
97. ↑  (EN) Ukraine says it has retaken offshore drilling platforms near Crimea, su reuters.com. URL consultato il 28 aprile 2024.
98. ↑  (EN) Kelsey Vlamis, Dramatic video shows Ukrainian special forces battling a Russian Su-30 from small boats at sea. Kyiv's forces say they scored a hit, forcing the jet to flee, su businessinsider.com (archiviato dall'url originale il 12 settembre 2023).
99. ↑  Da Frè, pp. 99, 107.
100. ↑  (EN) Tom Balmforth; Yuliia Dysa, Ukraine attacks Russian warships in Black Sea, destroys air defences in Crimea, Kyiv says, su reuters.com. URL consultato il 28 aprile 2024.
101. ↑  (EN) Ukraine sea drone damages small Russian missile ship, Kyiv source says, su reuters.com. URL consultato il 28 aprile 2024.
102. ↑  (EN) Damaged Samum Ship Towed to Sevastopol Base But Repairing It is a Huge Problem, su en.defence-ua.com. URL consultato il 28 aprile 2024.
103. ↑  (EN) Ukraine media say Sevastopol explosions due to special operation, su reuters.com. URL consultato il 28 aprile 2024.
104. ↑  (EN) Russian military says it destroys 19 Ukrainian drones over Crimea, Black Sea, su reuters.com. URL consultato il 28 aprile 2024.
105. ↑  (EN) Kyiv says it hit Crimea air base, Russian-installed official denies it, su reuters.com. URL consultato il 28 aprile 2024.
106. ↑  (EN) Ukraine hit two Russian vessels in drone attacks, intelligence source says, su reuters.com. URL consultato il 28 aprile 2024.
107. ↑  (EN) Russia destroys three Ukrainian uncrewed boats off Crimea -Russia's defence ministry, su reuters.com. URL consultato il 28 aprile 2024.
108. ↑  (EN) Russia says destroys 17 Ukraine-launched drones over Black Sea, Crimea, su reuters.com. URL consultato il 28 aprile 2024.
109. ↑  (EN) Ukraine sinks two Russian landing boats in Crimea, military says, su reuters.com. URL consultato il 28 aprile 2024.
110. ↑  (EN) Howard Altman, Sea Drones Attack Russian Landing Craft In Crimean Port, su twz.com. URL consultato il 28 aprile 2024.
111. ↑  (EN) Russian forces destroy 26 Ukrainian drones over Crimea, defence ministry says, su reuters.com. URL consultato il 28 aprile 2024.
112. ↑  (EN) Andrew Osborn; Max Hunder, Ukraine strikes Russian naval landing warship, Moscow admits damage, su reuters.com. URL consultato il 28 aprile 2024.
113. ↑  (EN) Ukraine says it hit two Russian military targets in occupied Crimea, su reuters.com. URL consultato il 28 aprile 2024.
114. ↑  (EN) Russia says it downed drones over Crimea, Kyiv reports radar station hit, su reuters.com. URL consultato il 28 aprile 2024.
115. ↑  (EN) Ukraine says it hits airfield in Russia-occupied Crimea, su reuters.com. URL consultato il 28 aprile 2024.
116. ↑  (EN) Robert Greenall, Ukraine 'hits Russian missile boat Ivanovets in Black Sea', su bbc.com. URL consultato il 28 aprile 2024.
117. ↑  (EN) Howard Altman, Ukraine Sinks Russian Navy Missile Corvette In Drone Boat Attack, su twz.com. URL consultato il 28 aprile 2024.
118. ↑  (EN) Tom Balmforth; Pavel Polityuk, Ukraine says it sank Russian large landing warship in Black Sea, su reuters.com. URL consultato il 28 aprile 2024.
119. ↑  (EN) Paul Kirby, Russian landing ship Caesar Kunikov sunk off Crimea, says Ukraine, su bbc.com. URL consultato il 28 aprile 2024.
120. ↑  (EN) H. I. Sutton, Vital Russian Supply Lines In Black Sea Cut By Ukrainian Drones, su navalnews.com. URL consultato il 14 luglio 2024.
121. ↑  (EN) Russia says Ukraine attacked Crimea with 38 drones, su reuters.com. URL consultato il 28 aprile 2024.
122. ↑  (EN) Russia says Ukraine attacked Crimea with 38 drones, su reuters.com. URL consultato il 28 aprile 2024.
123. ↑  (EN) Azov and Yamal Landing Ships of russian Black Sea Fleet Damaged During Ukrainian Massive Attack on Temporarily Occupied Crimea, su en.defence-ua.com. URL consultato il 28 aprile 2024.
124. ↑  (EN) Oleksandr Burlaka, Satellite images: what happened to the Russian ships Yamal, Azov and Ivan Khurs, su universemagazine.com. URL consultato il 28 aprile 2024.
125. ↑  (EN) Max Hunder; Tom Balmforth, Ukrainian missile attack hits Russian warship and reconnaissance vessel, navy says, su reuters.com. URL consultato il 28 aprile 2024.
126. ↑  (EN) Russia gets new head of Navy after Black Sea Fleet suffers at hand of Ukraine, su reuters.com. URL consultato il 28 aprile 2024.
127. ↑  (EN) Russian bloggers say fleet commander fired after latest Ukrainian ship attack, su reuters.com. URL consultato il 28 aprile 2024.
128. ↑  (EN) Russia Appoints New Black Sea Fleet Commander After Ukrainian Attacks, su barrons.com. URL consultato il 28 aprile 2024.
129. ↑  (EN) Thomas Newdick, Major Damage At Russian Airbase In Crimea After Ukrainian Attack, su twz.com. URL consultato il 28 aprile 2024.
130. ↑  (EN) Joseph Trevithick, Russia’s Historic Submarine Rescue Ship Looks Undamaged After Claimed Strike, su twz.com. URL consultato il 28 aprile 2024.
131. ↑  (EN) Joseph Trevithick, Damage To Russia's Belbek Air Base In Crimea Seen After Ukrainian Strikes, su twz.com. URL consultato il 9 luglio 2024.
132. ↑  (EN) Joseph Trevithick, MiG-31 Foxhounds Confirmed Destroyed In New Imagery Of Belbek Air Base, su twz.com. URL consultato il 9 luglio 2024.
133. ↑  (EN) Ukraine stages long-range attacks on targets in Crimea and southern Russia, source says, su reuters.com. URL consultato il 9 luglio 2024.
134. ↑  (EN) Thomas Newdick, Rumors Swirl Around Attacks On Russian Black Sea Fleet Warships, su twz.com. URL consultato il 9 luglio 2024.
135. 1 2  (EN) Thomas Newdick; Howard Altman, Ukraine Situation Report: Claims Swirl Around Missile Strike On Kerch Ferries, su twz.com. URL consultato il 9 luglio 2024.
136. ↑  (EN) Ukraine missiles hit oil terminal at Kavkaz port in Russia's Krasnodar region, Kyiv says, su reuters.com. URL consultato il 9 luglio 2024.
137. ↑  (EN) Ukraine says it hit Russian air defence systems in occupied Crimea, su reuters.com. URL consultato il 9 luglio 2024.
138. ↑  (EN) Ukraine says it hit three Russian air defence systems in occupied Crimea, su reuters.com. URL consultato il 9 luglio 2024.
139. ↑  (EN) Guy Faulconbridge; Filipp Lebedev, Russia says US is responsible for deadly Ukrainian attack on Crimea, su reuters.com. URL consultato il 9 luglio 2024.
140. ↑  (EN) Thomas Newdick, Ukrainian Drone Boats Now Armed With Adapted Air-To-Air Missiles, su twz.com. URL consultato il 9 luglio 2024.
141. ↑  (EN) Howard Altman, Russian FPV Drone Seen Attacking Ukrainian Uncrewed Surface Vessel For The First Time, su twz.com. URL consultato il 9 luglio 2024.
142. ↑  (EN) Howard Altman, Ukraine Situation Report: Claims Fly Over Deadly ATACMS Missile Strike In Luhansk, su twz.com. URL consultato il 9 luglio 2024.
143. ↑  (EN) Howard Altman, Russian Navy Ka-29 Assault Helicopter Downed Amid Massive Ukrainian Drone Attack, su twz.com. URL consultato il 4 maggio 2025.
144. ↑  (EN) Tom Balmforth, Ukraine navy chief says Russia is losing Crimean hub in Black Sea, su reuters.com. URL consultato l'8 settembre 2024.
145. ↑  (EN) Howard Altman, Ukraine Situation Report: Russia Now Launching Kalibr Cruise Missiles From The Sea Of Azov, su twz.com. URL consultato il 9 luglio 2024.
146. ↑  (EN) Pavel Polityuk, Jonathan Saul, Tom Balmforth, Ukraine boosts grain exports despite intensified Russian attacks, su reuters.com. URL consultato l'8 settembre 2024.
147. ↑  (EN) Ukrainian drone damages ferry in Russian port, one person dead, says regional governor, su reuters.com. URL consultato l'8 settembre 2024.
148. ↑  (EN) Howard Altman, Ukraine Situation Report: Russian Submarine Destroyed, Kyiv Claims, su twz.com. URL consultato l'8 settembre 2024.
149. ↑  (EN) Ukraine raids Russian forces on occupied Kinburn Spit, Kyiv says, su reuters.com. URL consultato l'8 settembre 2024.
150. ↑  (EN) Howard Altman, Fuel Supplies To Russian Troops, Crimea Strangled By Destruction Of Ship, su twz.com. URL consultato l'8 settembre 2024.
151. ↑  (EN) Kathrine Frich, Russian Military Thwarts Ukrainian Attempt to Capture Crimean Oil Rig, su dagens.com. URL consultato il 29 settembre 2024.
152. ↑  (EN) Thomas Newdick, Russian Su-30SM Flanker Crashes In Black Sea, Ukraine Says They Shot It Down With MANPADS, su twz.com. URL consultato il 29 settembre 2024.
153. ↑  (EN) Pavel Polityuk, Yuliia Dysa, Tom Balmforth, Ukraine says Russia hit grain vessel near NATO member Romania, su reuters.com. URL consultato il 29 settembre 2024.
154. ↑  (EN) Howard Altman, Tyler Rogoway, Russia Training To Launch FPV Drones From Helicopters To Counter Sea Drones, su twz.com. URL consultato il 3 maggio 2025.
155. ↑  (EN) Thomas Newdick, Artillery Rocket-Firing Ukrainian Drone Boat Shown During Testing, su twz.com. URL consultato il 3 maggio 2025.
156. ↑  (EN) David Axe, A Ukrainian Drone Motored 700 Miles And Blasted Three Russian Warships In One Blow, su forbes.com. URL consultato il 4 maggio 2025.
157. ↑  (EN) Joseph Trevithick, Ukraine’s Drone Boats Are Now Shooting Machine Guns At Russian Helicopters, Boats, su twz.com. URL consultato il 3 maggio 2025.
158. ↑  (EN) Thomas Newdick, Ukraine Claims Its Drone Boat Shot Down A Russian Mi-8 Helicopter With A Surface-To-Air Missile, su twz.com. URL consultato il 3 maggio 2025.
159. ↑  (EN) Thomas Newdick, Ukraine Claims Its Drone Boats Are Now Launching Kamikaze FPV Drones At Russian Shore Targets, su twz.com. URL consultato il 3 maggio 2025.
160. ↑  (EN) Ukraine says it hit Russian oil refinery, Moscow says it downs 83 drones in southern region, su reuters.com. URL consultato il 3 maggio 2025.
161. ↑  (EN) Howard Altman, Ukraine Launches FPV Drone Attack On Russia’s Air Defenses In Crimea, su twz.com. URL consultato il 3 maggio 2025.
162. ↑  (EN) Russia declares state of emergency at port after Ukrainian drone attack on Novorossiisk, su reuters.com. URL consultato il 3 maggio 2025.
163. ↑  (EN) World First: Ukrainian Maritime Drone Shoots Down Russian Flanker Jet, su navalnews.com. URL consultato il maggio 2025.
164. ↑  (EN) Howard Altman, Two Russian Su-30 Flankers Downed By AIM-9s Fired From Drone Boats: Ukrainian Intel Boss, su twz.com. URL consultato il 4 maggio 2025.
165. 1 2  Lista incompleta
166. ↑  Confermato dal ministro della difesa ucraino il 4 marzo 2022.
167. ↑   The Ukrainian Navy's Flagship Appears To Have Been Scuttled [L'ammiraglia della marina ucraina sembra che sia stata autoaffondata], in The Drive, 3 marzo 2022.
168. ↑   Ukrainian forces sink their own anti-submarine corvette Vinnytsia [Le forze ucraine affondano la loro corvetta anti-sommergibili Vinnytsia], su navyrecognition.com, 10 giugno 2022.
169. ↑  Affermato da ufficiali russi l'8 maggio 2022 e confermato da media ucraini
170. ↑   Битва за Зміїний. Героїчна історія: як Україна втратила і повернула надважливий острів. Реконструкція, su pravda.com.ua, 7 novembre 2022.
171. ↑   Матері та дружини зниклих моряків із потоплених катерів ВМСУ просять пролити світло на долі їхніх близьких: "Ми на 100% впевнені, що вони в полоні", su dumskaya.net, 29 novembre 2022.
172. ↑   Confermato il 16 aprile 2022 dal Ministero della Difesa ucraino
173. ↑   ВМС Украины потеряли очередной корабль, su mashnews.ru, 6 aprile 2022.
174. ↑   Военная спецоперация на Украине. День пятьдесят второй: онлайн-трансляция, su mlyn.by, 16 aprile 2022.
175. ↑  Secondo il ministero della difesa russo. L'Ucraina non ha né smentito, né confermato l'affondamento
176. ↑  https://www.ilmessaggero.it/mondo/nave_guerra_ucraina_distrutta_dalla_russia-7434950.html
177. ↑   Ukraine Reports Loss of U.S.-Built Patrol Boat by Russian Missile [L'Ucraina riporta la perdita di un pattugliatore di costruzione americana colpito da un missile russo], su maritime-executive.com, 8 marzo 2022.
178. ↑   ВМС України втратили у Маріуполі корабель управління "Донбас" та МБАК "Кременчук" [La marina militare ucraina perde le navi Donbas e Kremenchuk MBAK a Mariupol], su mil.in.ua, 16 aprile 2022.
179. ↑  (EN) General Staff update: Not Orsk but Saratov landing ship destroyed at Berdiansk Port [Aggiornamento dello Staff generale: Non la Orsk ma la nave da sbarco anfibia Saratov è stata distrutta al porto di Berdiansk], su ukrinform.net. URL consultato il 25 marzo 2022.
180. ↑  (UK) Цезар Куніков. ЗСУ кажуть, що потопили російський десантний корабель. Що про нього відомо і як реагують у Росії [Tsezar Kunikov. Le Forze Armate dicono che hanno affondato una nave d'assalto anfibia russa. Cosa si sa e come hanno reagito in Russia.], su BBC, 14 febbraio 2024. URL consultato il 14 febbraio 2024 (archiviato dall'url originale il 14 febbraio 2024).
181. ↑   Tayfun Ozberk, Ukraine Strikes Russia's Vasily Bekh Rescue Tug With Antiship Missiles [L'Ucraina colpisce il rimorchiatore russo Vasily Bekh con missili anti-nave], in Naval News, 17 luglio 2022. URL consultato il 18 giugno 2022 (archiviato dall'url originale il 18 giugno 2022).
182. ↑  (EN) Yuri Zoria, Ukrainian naval drones sink Russian Navy's tugboat after breaching, in Euromaidan, 6 giugno 2024. URL consultato il 6 giugno 2024.
183. ↑  (EN) Julia Struck, Video: Drones destroy critical Russian tugboat near Crimea coast, su Kyiv Post, 6 giugno 2024. URL consultato il 7 giugno 2024.
184. ↑  (EN) Ukraine destroys Russian tugboat off Crimea, military intelligence says, su The Indian Express, Reuters, 6 giugno 2024. URL consultato il 7 giugno 2024.
185. ↑  Non confermato
186. ↑   Odesa hit by missiles as Ukraine claims it has sunk second Russian ship, 8 maggio 2022.